# Запоріжжя (аеропорт)
Міжнаро́дний аеропо́рт «Запорі́жжя» (IATA: OZH, ICAO: UKDE), англ. Zaporizhzhia International Airport) — зруйнований аеропорт, розташований за 15 км на північний схід від центру міста Запоріжжя. Аеропорт працював цілодобово, мав дві злітно-посадкових смуги: ґрунтову та штучну. З 24 лютого 2022 року, через російське вторгнення, аеропорт тимчасово не працював, у травні 2024 року його термінал зруйнували російські війська.

## Загальна інформація
Аеродром аеропорту здатен забезпечувати зліт та посадку всіх типів суден, зокрема таких як Airbus A320, Boeing 737, Boeing 757, Airbus A321, а також Boeing 767, Airbus A330, Ан-124. Крім того, аеродром дозволяє здійснювати зліт та посадку вертольотів усіх типів.

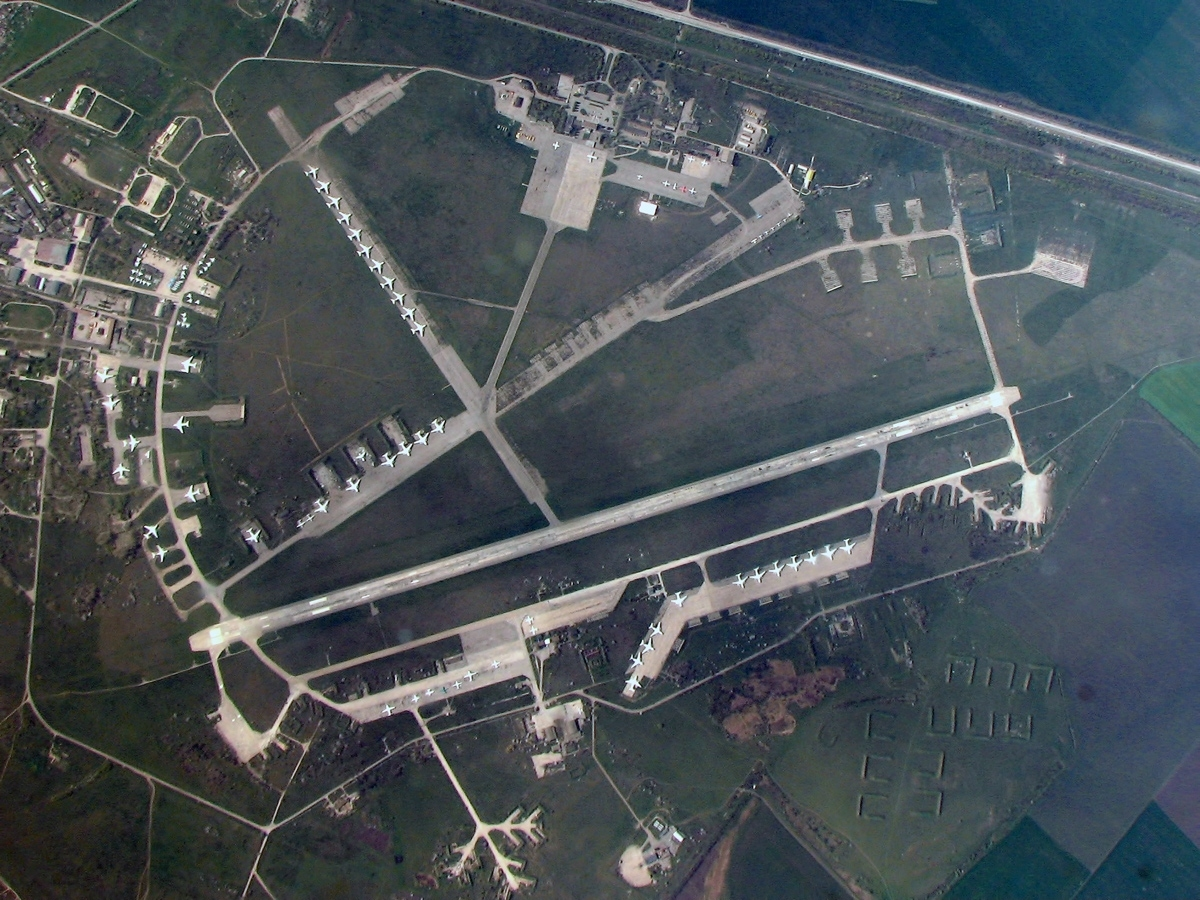
Аеродром та термінали злітно-посадкової смуги

В аеропорту працює електронна система реєстрації пасажирів та багажу. Використовується програмне забезпечення CREWS CUPPS від одного з провідних операторів інформаційних і телекомунікаційних рішень для авіаіндустрії RESA.
- Код ICAO: UKDE.
- Код IATA: OZH.
- Висота над рівнем моря: 114 м[2].
- Клас аеродрому: B(4C).
- Розміри злітно-посадкової смуги і тип покриття: 2500×42 м, бетон, PCN 40 R/B/X/T.
- Посадкові системи: ОПРС (2 од.), СП80 з МК02, СП 75 з МК20, ВМІ типу «Луч-4У»; типу «Луч-2МУ».
- Експлуатація: цілодобово.

## Історія
15 жовтня 1943 року вважається датою відкриття аеропорту. Одразу після окупації Запоріжжя радянськими військами видано наказ № 1 по підприємству, яким призначено першого керівника летовища. У той час інфраструктура аеропорту розташовувалась на східній околиці міста. Після закінчення Другої світової війни 1945 року, аеропорт розпочав обслуговувати рейси сполученням Запоріжжя — Москва — Запоріжжя, а згодом Запоріжжя — Київ — Запоріжжя.

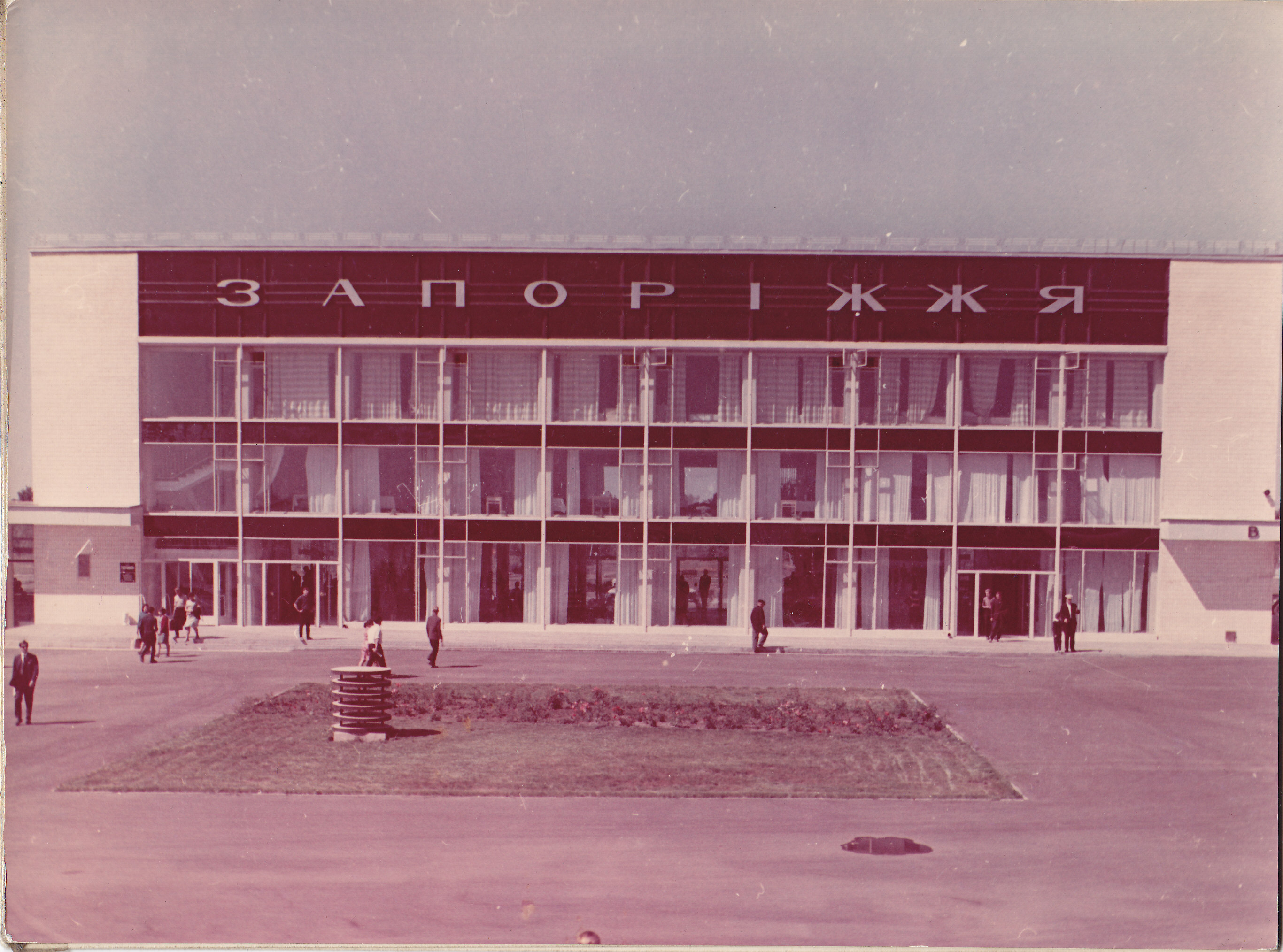
Будівля аеропорту у 1960-і роки
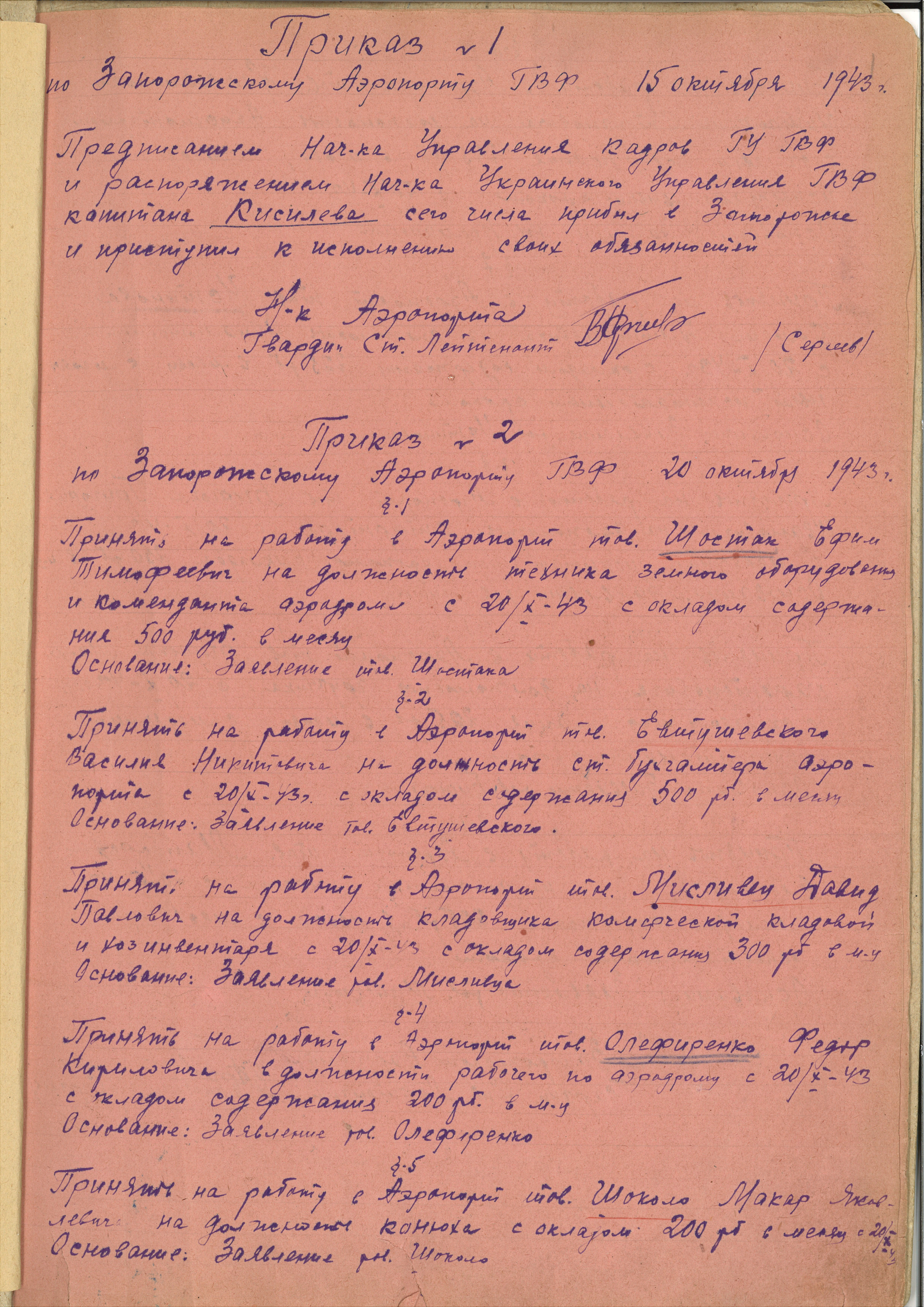
Наказ № 1 по підприємству

У 1964 році була введена в експлуатацію штучна злітно-посадкова смуга на нинішньому місці розташування аеропорту, а через рік було завершено будівництво аеровокзалу.
Аеропорт стрімко розвивався, у 1970—1980 роках виконувалось до 150 рейсів, які зв'язували між собою кількадесят міст колишнього СРСР. У 1981 році останній раз у XX столітті здійснювався капітальний ремонт злітно-посадкової смуги на запорізькому летовищі. На початку 1990-х років зафіксовано суттєвий спад виробничих показників аеропорту. Це відбулося на тлі вкрай важкої економічної та політичної ситуації в країні.
Протягом 1990-х — початку 2000-х років аеропорт фактично не розвивався через брак коштів та відсутність зацікавленості інвесторів.

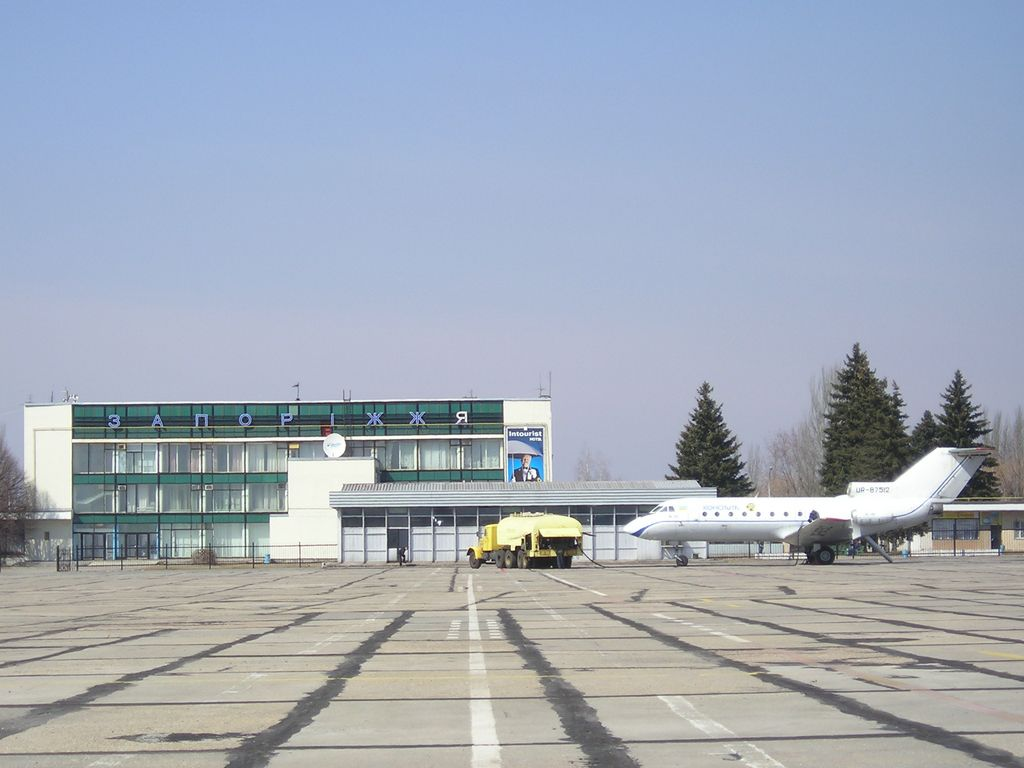
Старий термінал аеропорту

Ситуація почала змінюватись у 2013 році, коли запорізький аеропорт змінив форму власності та був переданий у власність місцевій територіальній громаді. На сесії міськради затвердили міську цільову програму «Забезпечення належної та безперебійної роботи КП «Міжнародний аеропорт "Запоріжжя"». Саме цього року почало спостерігатися істотне зростання виробничих показників аеропорту. Зокрема, зафіксовано зростання на 30,1 % прийнятих повітряних суден (загалом їх кількість склала 1936 одиниць), а також зростання пасажиропотоку на 40,6 % (до рівня 79 845 пасажирів). Цього ж року придбали три інтроскопи для огляду багажу пасажирів, а також кільцевий транспортер для видачі багажу.
З 2015 року запорізький аеропорт почав активно співпрацювати з великими світовими та українськими авіаперевізниками. Зокрема такими, як Turkish Airlines, Pegasus Airlines та Atlasglobal.

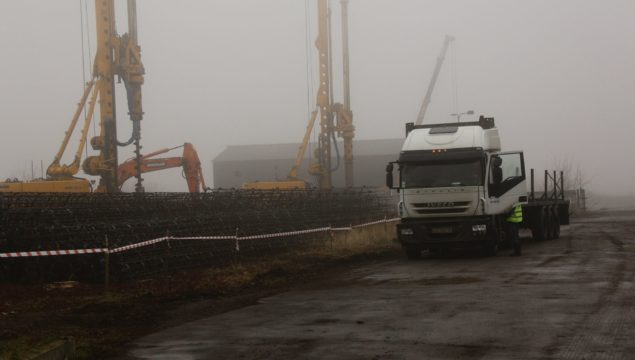
Початок будівництва нового термінала аеропорту в Запоріжжі

У 2016 році презентували концепцію нового термінала запорізького аеропорту. 6 вересня 2017 року Уряд України затвердив проєктно-кошторисну документацію будівництва нового пасажирського термінала. Згідно з документами будівництво має бути завершено впродовж 24 місяців з моменту початку будівельних робіт, загальна вартість усіх робіт, на момент затвердження проєктно-кошторисної документації, становила 543 млн грн. Також для обслуговування термінала заплановане будівництво котельні, насосної станції, комплексної трансформаторної підстанції, підведення енергомереж, мереж каналізації, водопостачання, тепло- та газопостачання, систем зв'язку, дощової каналізації. Будівництво нового термінала повинно значно збільшити об'єм пасажиропотоку та дозволити істотно розвинути транспортну інфраструктуру всього регіону. Виконавцем робіт стала компанія «Альтіс-Констракшн», яка виграла тендер із пропозицією у 529 млн 850 тис. грн.
2016 року Запорізька міська рада та керівництво аеропорту розробили і почали реалізовувати заходи з розвитку аеропорту та забезпечення його роботи. На ці цілі надали 12,5 млн грн з міського бюджету та 19,6 млн грн власних коштів аеропорту. Виконано капітальний ремонт термінала для внутрішніх авіаліній, розпочато ремонт термінала для міжнародних авіаліній, виконано проєкти реконструкції світлосигнального обладнання злітно-посадкової смуги і радіотехнічних засобів посадки, придбано кілька одиниць необхідної техніки. В цьому ж році був підписаний договір про співробітництво із «Міжнародними авіалініями України», а запорізький аеропорт був визнаний кращим аеропортом України. В лютому аеропорт був включений до Державної цільової програми розвитку аеропортів на період до 2023 року. В її рамках на підтримку аеропорту планувалося виділити понад 611 млн грн.
2017 року були підписані договори із авіакомпаніями Anda Air та Bravo. Також цього року було проведено перший за 36 років капітальний ремонт злітно-посадкової смуги, на ремонтні роботи було витрачено близько 20 млн грн.
2018 року керівництво підприємства долучило до співробітництва одного із найбільших європейських перевізників Polish Airlines LOT. Завдяки цьому вперше в історії Запоріжжя із місцевого аеропорту почали здійснюватись регулярні рейси до західної Європи. Першим із них став рейс сполученням Запоріжжя — Варшава. Ще одним новим перевізником, який почав співпрацювати із запорізьким аеропортом, стала українська авіакомпанія SkyUp. Також в цьому ж році представники аеропорту вперше взяли участь у форумі «Routes Europe-2018», одному із найбільших авіаційних форумів у світі, що мало на меті дати можливість провести зустрічі між найбільш впливовими гравцями на ринку авіаперевезень. В підсумку за 2018 рік потік склав рекордні понад 400 тисяч пасажирів.
14 грудня 2017 року почалося будівництво нового термінала. Його площа має становити 12 545 м², пропускна здатність — 400 пасажирів на годину (250 на міжнародних лініях та 150 на внутрішніх).
14 грудня 2018 року аеропорт отримав дозвіл на отримання позики у державних банків на суму 280 млн грн. Ці гроші мають бути направлені на будівельні роботи в новому терміналі аеропорту. Підприємство має повернути суму з власного прибутку.
Наприкінці 2018 року повністю зведений каркас термінала та завершені роботи з настилу покрівлі, підходять до кінця роботи з монтажу скляних панелей, триває прокладка комунікацій до будівлі термінала. Почались роботи з монтажу ескалаторів. За офіційними даними на 27 грудня 2018 року завершено 50 % усіх будівельних робіт, розрахункова пропускна здатність термінала становитиме 1 млн пасажирів на рік.
Станом на березень 2019 року будівництво нового пасажирського термінала в аеропорту Запоріжжя вийшло на завершальну стадію. У червні 2019 року було встановлено нове радіотехнічний засіб навігації та посадки — курс посадки Мк-196 градусів.
28 грудня 2019 року міський голова Володимир Буряк провів виїзну нараду і прийняв виконані будівельно-монтажні роботи. Стара будівля аеровокзалу розрахована на 120 пасажирів на годину, тобто термінал був перевантажений більш ніж у двічі. На 2020 рік планувалось відкрити рейси до Італії, Греції, Грузії, Кіпра, Болгарії. Планувалося, що угорська лоукост-компанія WizzAir навесні 2020 почне здійснювати рейси в Угорщину, Австрію, Литву, Польщу. Нещодавно авіакомпанія  Bees Airlines отримала дозвіл, щоб виконувати рейси із Києва до Запоріжжя та у зворотному напрямку. Термінал мав почати приймати пасажирів у березні 2020 року, однак через поширення коронавірусної хвороби його експлуатація відтермінована.
У травні 2020 року закінчили будівництво нового термінала, що зможе обслуговувати 400 пасажирів на годину з потенційним збільшенням до 500. Його площа — 12 тис. км2. Вартість будівництва перевищила 1 млрд гривень, місто брало кредит на 400 млн.

### Новий термінал аеропорту (з 2020)
19 жовтня 2020 року відбулося відкриття нового термінала для обслуговування пасажирів. Його будівництво розпочалося ще у 2017 році. Тоді з нуля відбудували новий комплекс загальною площею у 12 тис. м². Готовий до роботи аеропорт був ще навесні, але тоді він так і не відкрився. Роботу закладу блокували правоохоронні органи та пандемія коронавірусу.
21 липня 2020 року аеропорт прийняв перший прямий рейс з Будапешту, запланували регулярне сполучення двічі на тиждень.
21 листопада 2021 року нова українська авіакомпанія «Air Ocean Airlines» здійснила перший комерційний рейс. Ним став рейс Київ — Запоріжжя, виконаний зі столичного міжнародного аеропорту «Київ» імені Ігора Сікорського (Жуляни). 22 листопада 2021 року виконали рейс Запоріжжя — Київ та відбулася офіційна презентація цієї авіакомпанії.
З 9 грудня 2021 року на комунальному підприємстві «Міжнародний аеропорт “Запоріжжя”» з'явилася нова послуга. Для безперебійного обслуговування усіх регулярних і чартерних авіарейсів за будь-яких погодних умов введено в експлуатацію чотири перонних автобуси загальною місткістю 65 пасажирів. Автобуси виготовлені за європейськими стандартами та пристосовані також для перевезення пасажирів з обмеженими можливостями. Автобуси придбало та забезпечує послугу перевезення ТОВ «Запоріжхендлінг».
17 грудня 2021 року Запоріжжя та Львів вперше за останні 30 років відновлено авіасполучення. Останній рейс до Львова виконали ще у 1990 році. За часів УРСР рейси були регулярними та часом виконувались 7 разів на тиждень. Маршрут Львів — Запоріжжя — Львів був другим напрямком авіакомпанії «Air Ocean Airlines» у зимовому розкладі запорізького аеропорту. З 14 січня 2022 року авіакомпанія «Air Ocean Airlines», через відсутність нових поставок, а також необхідного обслуговування існуючих авіалайнерів, скасувала всі рейси до Львова. Передбачається, що рейси до Львова будуть відновлені з 15 березня 2022 року.
На початку червня 2024 року стало відомо, що директор непрацюючого, а нині зруйнованого запорізького аеропорту Олександр Коняхін за 2023 рік отримав зарплату в понад 1 млн гривень, в порівнянні за 2022 рік заробив трохи більше ніж 1 млн гривень
Запорізький аеропорт, як і всі інші аеропорти в Україні, припинив свою роботу з 24 лютого 2022 року, в день повномасштабного російського вторгнення в Україну. За майже 2,5 роки повномасштабної російсько-української війни російські окупанти декілька разів завдавали ударів по цьому об'єкту. Попри це, деякі співробітники аеропорту продовжують отримували чималу заробітну плату.

### Російсько-українська війна
24 лютого 2022 року влада України закрила повітряний простір через підготовку російського вторгнення. Послуги з обслуговування повітряного руху цивільними користувачами повітряного простору України призупинилось на невизначений час. Того ж дня окупанти завдали руйнування аеропорту. 
27 лютого 2022 року під час російського вторгнення в Україну по летовищу Запоріжжя завдано ракетного удару. У ніч проти 10 червня 2022 року російські окупанти знову обстріляли Запорізький аеропорт.
26 травня 2024 року російські окупанти зруйнували термінал аеропорту. Під обстріл потрапило летовище та приміщення аеровокзалу, яке суттєво постраждало.
7 червня 2024 року було оголошено тендер на проведення робіт з оцінки технічного стану та експлуатаційної придатності пошкоджених об’єктів аеропорту. Згідно договору, результати огляду є конфіденційними і не можуть бути оприлюднені.
26 серпня 2024 року було оголошено тендер на проведення технічного обслуговування та ремонту ліфтів, що, ймовірно, свідчить про те, що будівля нового терміналу є придатною для ремонту після скасування воєнного стану.

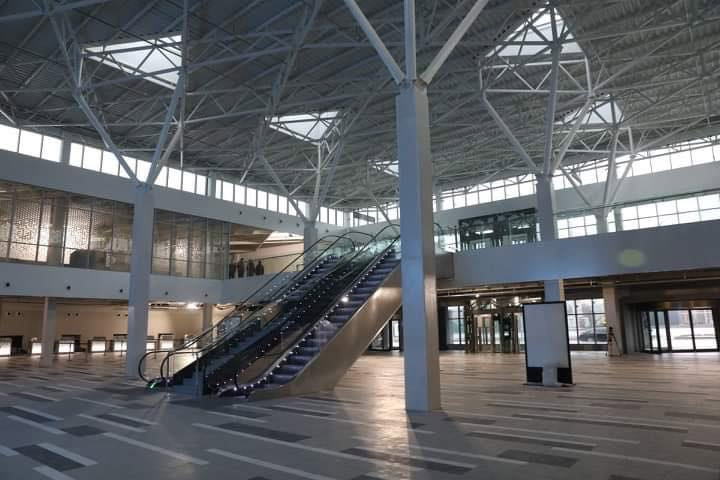
Зал у новому терміналі
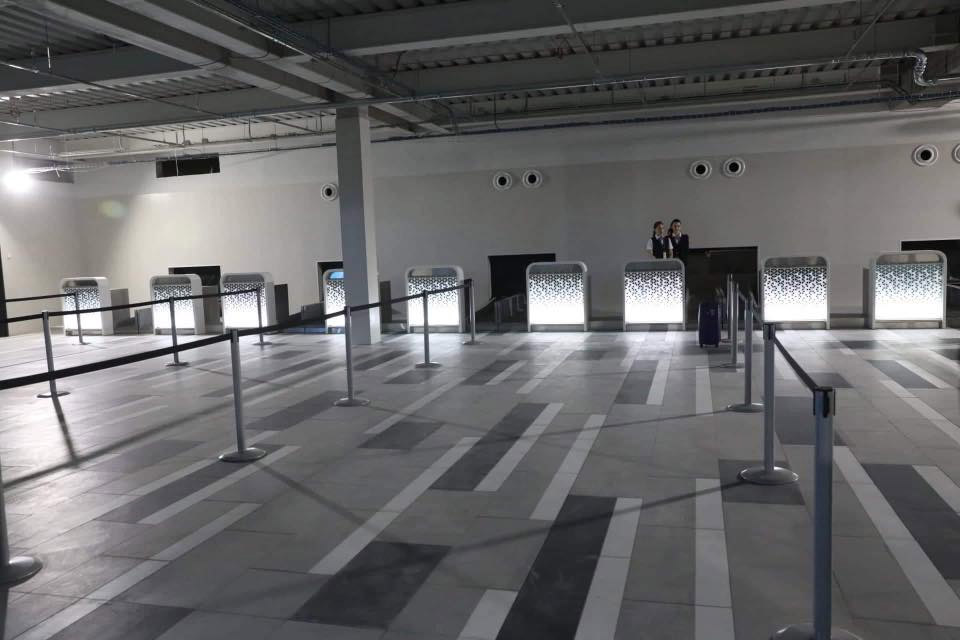
Зал реєстрації
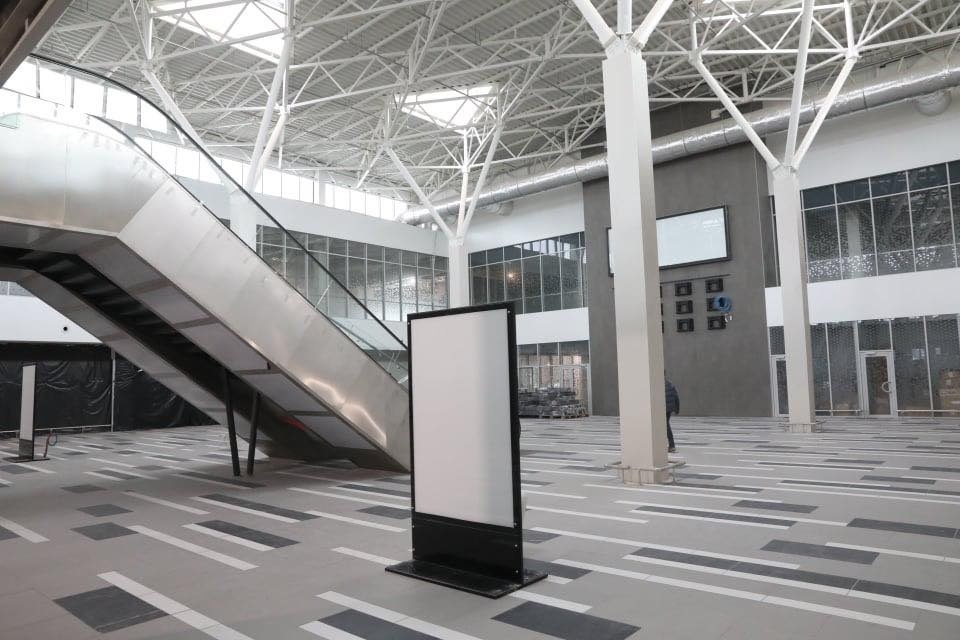
Зал очікування вильоту

## Авіалінії та напрямки
| Авіакомпанія                   | Пункт призначення |
| ------------------------------ | --- |
| Azur Air Ukraine               | Сезонний чартер: Анталія, Даламан, Шарм-ель-Шейх |
| LOT Polish Airlines            | Варшава-Шопен |
| Motor Sich Airlines            | Київ-Жуляни, Мінськ Сезонний чартер: Бургас |
| Pegasus Airlines               | Стамбул-Сабіха Гьокчен Сезонно: Бодрум (з 5 червня 2021) |
| SkyUp                          | Сезонно: Барселона, Батумі, Бургас (з 27 травня 2021), Стамбул, Іракліон, Ларнака (з 1 червня 2021), Одеса (з 29 травня 2021), Прага, Тирана (з 31 травня 2021), Тиват Сезонний чартер: Анталія, Шарм-ель-Шейх |
| Turkish Airlines               | Стамбул |
| Ukraine International Airlines | Київ-Бориспіль Сезонний чартер: Анталія, Кайсері, Шарм-ель-Шейх |
| Wizz air                       | Будапешт, Дортмунд, Катовиці (з 30 березня 2021), Мілан-Мальпенса (з 30 березня 2021), Відень, Вроцлав |

## Кількість пасажирів
Див. джерело запитів Вікіданих та джерела.
| Рік  | Пасажиропотік «Запоріжжя» | %        | Загальний пасажиропотік по країні | %        | Частка Запоріжжя |
| ---- | ------------------------- | -------- | --------------------------------- | -------- | ---------------- |
| 2005 | 90,232                    |          |                                   |          |                  |
| 2006 | 110,810                   | ▲ 22.8 % |                                   |          |                  |
| 2007 | 118,463                   | ▲ 6.9 %  |                                   |          |                  |
| 2008 | 63,596                    | ▼ 53.7 % | 10,800,000                        | ▲ 16.1 % | 0.59 %           |
| 2009 | 33,960                    | ▼ 46.6 % | 8,894,900                         | ▼ 17.6 % | 0.37 %           |
| 2010 | 33,386                    | ▼ 1.7 %  | 10,242,500                        | ▲ 15.2 % | 0.33 %           |
| 2011 | 56,900                    | ▲ 70.4 % | 12,464,800                        | ▲ 21.7 % | 0.45 %           |
| 2012 | 56,788                    | ▼ 0.2 %  | 14,107,000                        | ▲ 13.2 % | 0.4 %            |
| 2013 | 79,845                    | ▲ 40.6 % | 15,134,600                        | ▲ 7.3 %  | 0.52 %           |
| 2014 | 75,400                    | ▼ 5.6 %  | 10,896,500                        | ▼ 28 %   | 0.69 %           |
| 2015 | 128,104                   | ▲69.9 %  | 10,695,200                        | ▼ 1.8 %  | 1.19 %           |
| 2016 | 275,421                   | ▲115 %   | 12,928,800                        | ▲ 20.9 % | 2.13 %           |
| 2017 | 348,400                   | ▲26.5 %  | 16,499,500                        | ▲ 27.6 % | 2.11 %           |
| 2018 | 400,326                   | ▲15 %    | 20,545,500                        | ▲ 24,5 % | 1.95 %           |
| 2019 | 434,000                   | ▲8.4 %   | 24,336,600                        | ▲ 18,4 % | 1.78 %           |

За 2021 рік пасажиропотік склав понад 600 тисяч пасажирів. У порівнянні: за 2020 рік — 326 тисяч, за 2019 рік —434 тисяч пасажирів.

## Транспортне сполучення
До аеропорту курсують міські автобусні маршрути № 4, 35, 37, 98.
З 1 серпня 2020 року почав обслуговувати пасажирів муніципальний автобусний маршрут № 98, який з'єднує аеропорт, Шевченківський район з центром міста, центральним міжміським автовокзалом, залізничним вокзалом Запоріжжя I і далі з 3-м Південним мікрорайоном.

## Світлини

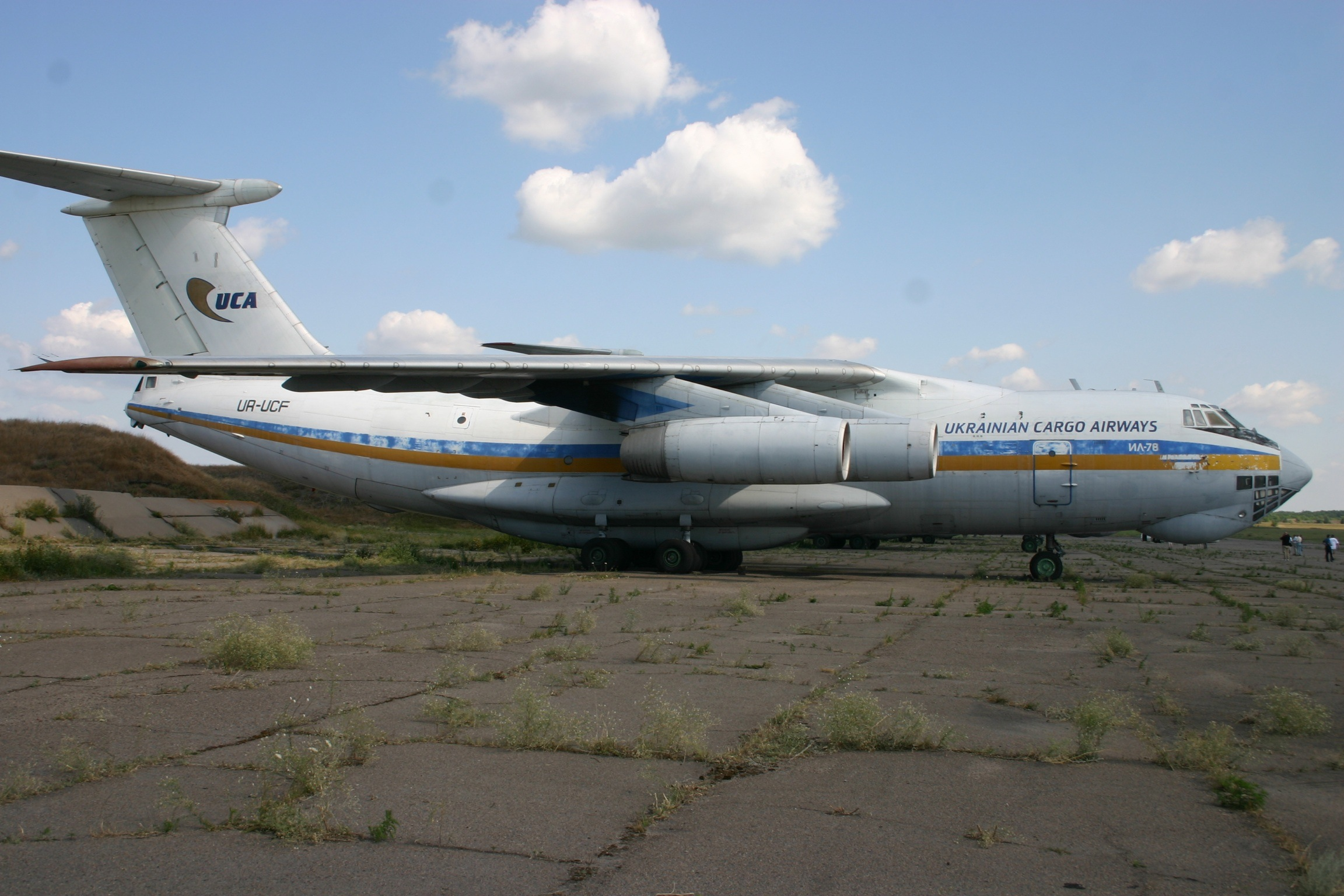
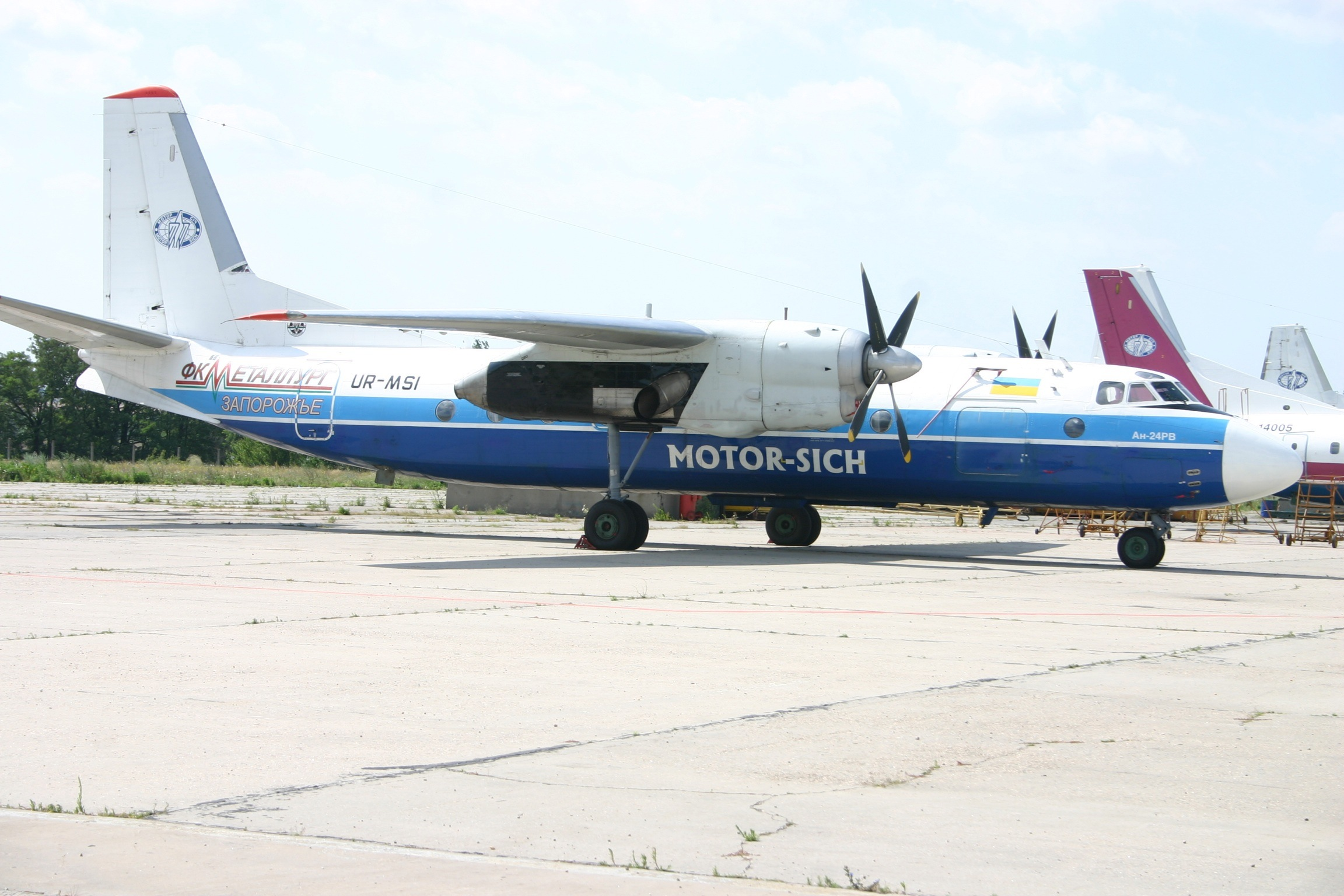
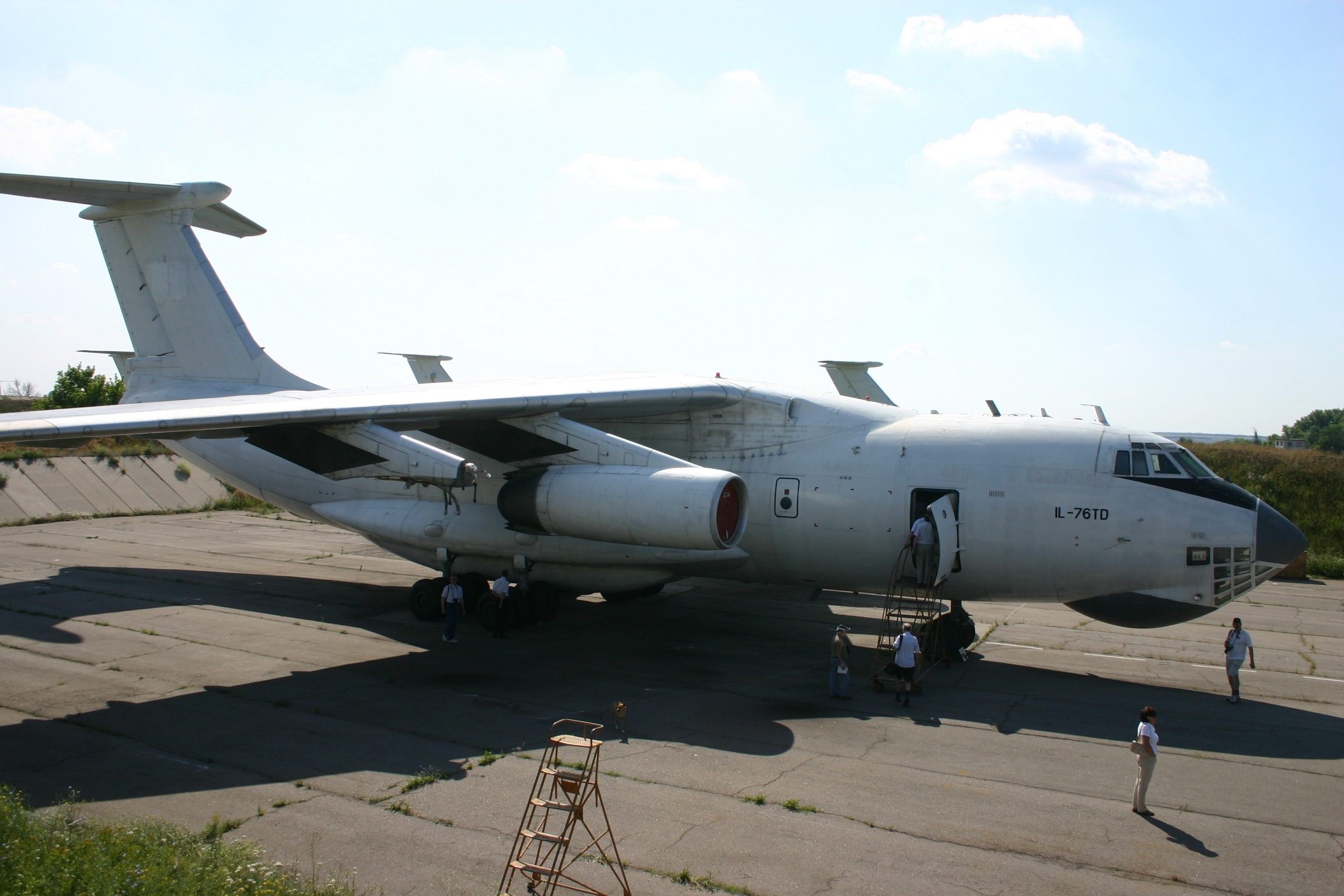
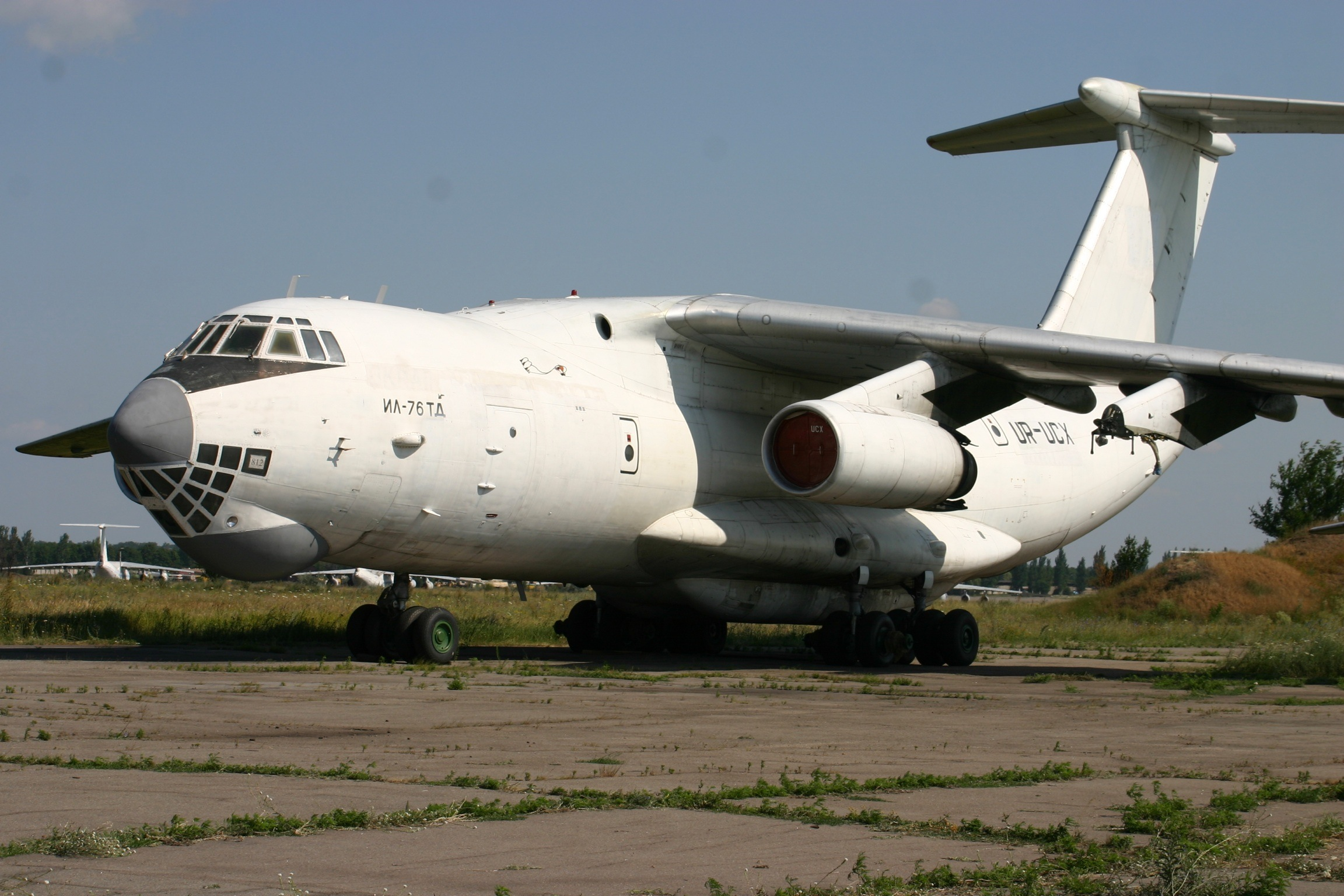
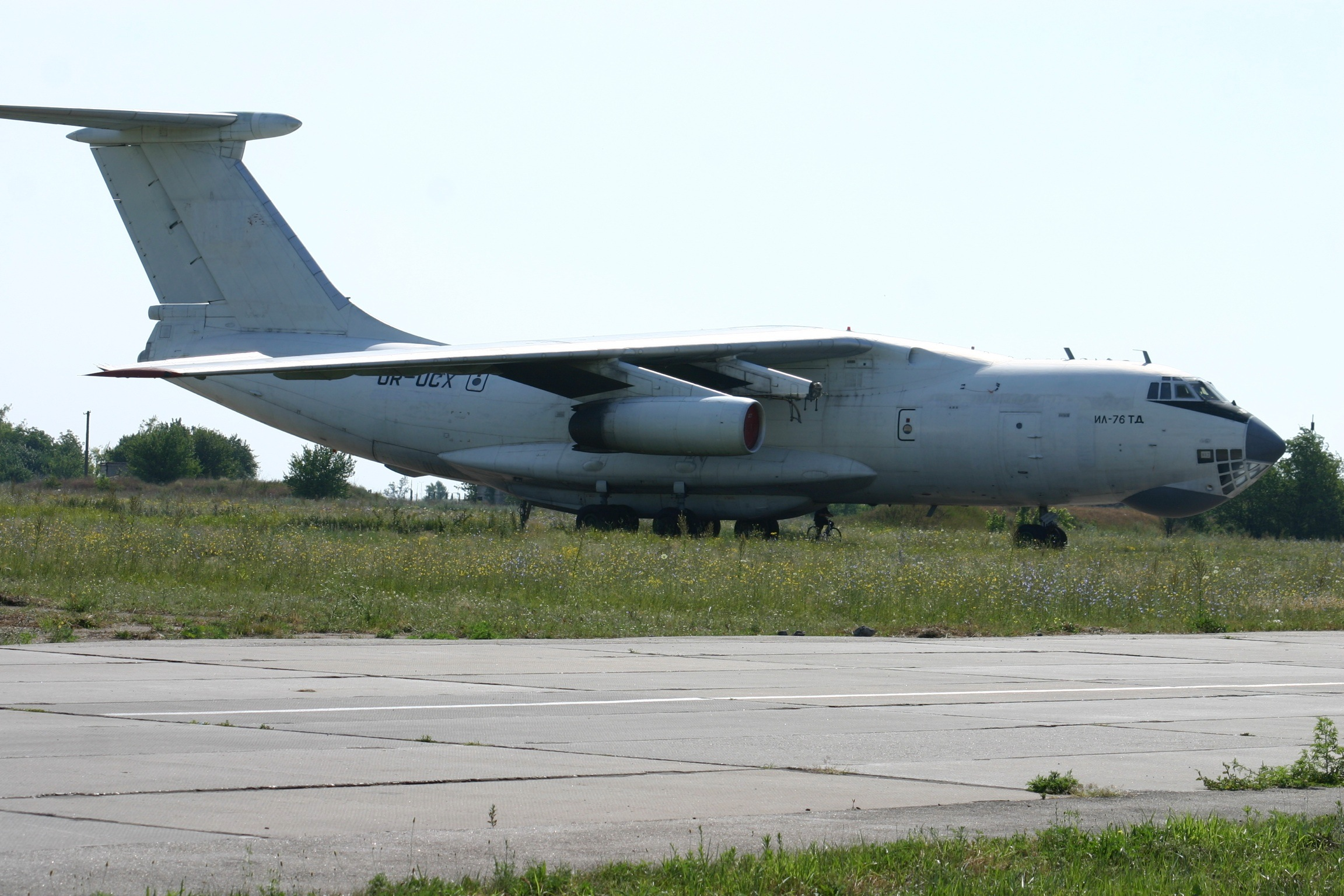
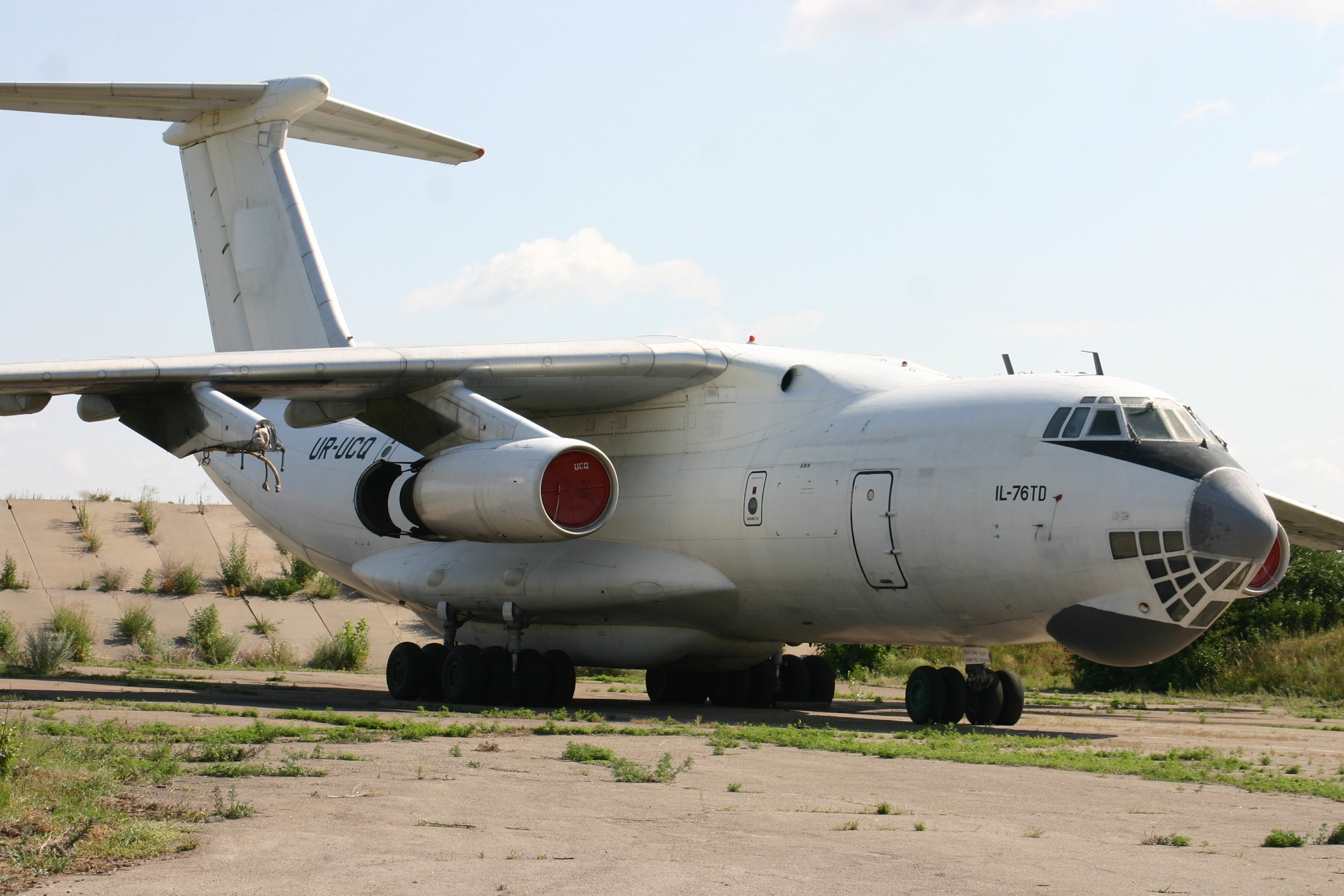
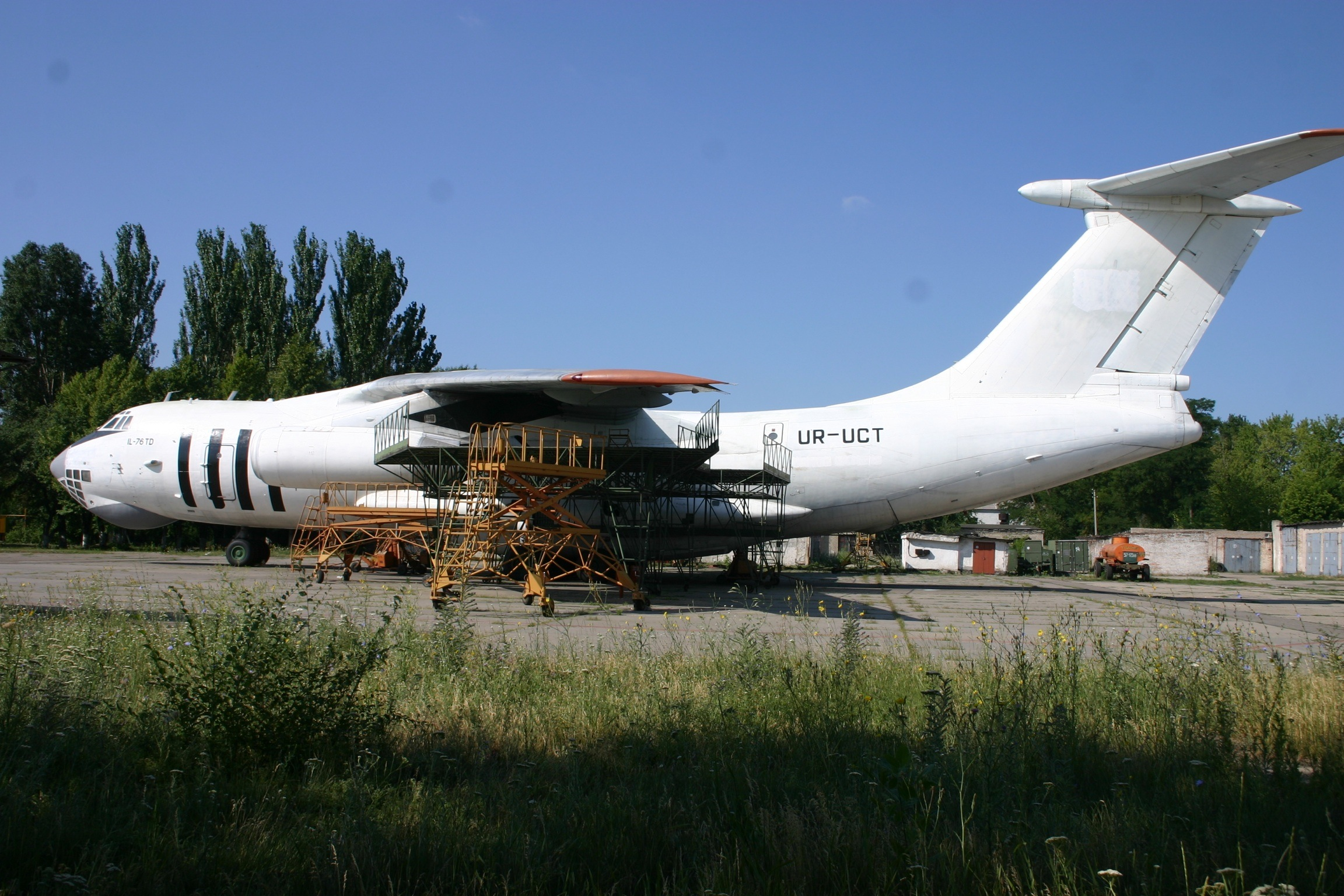
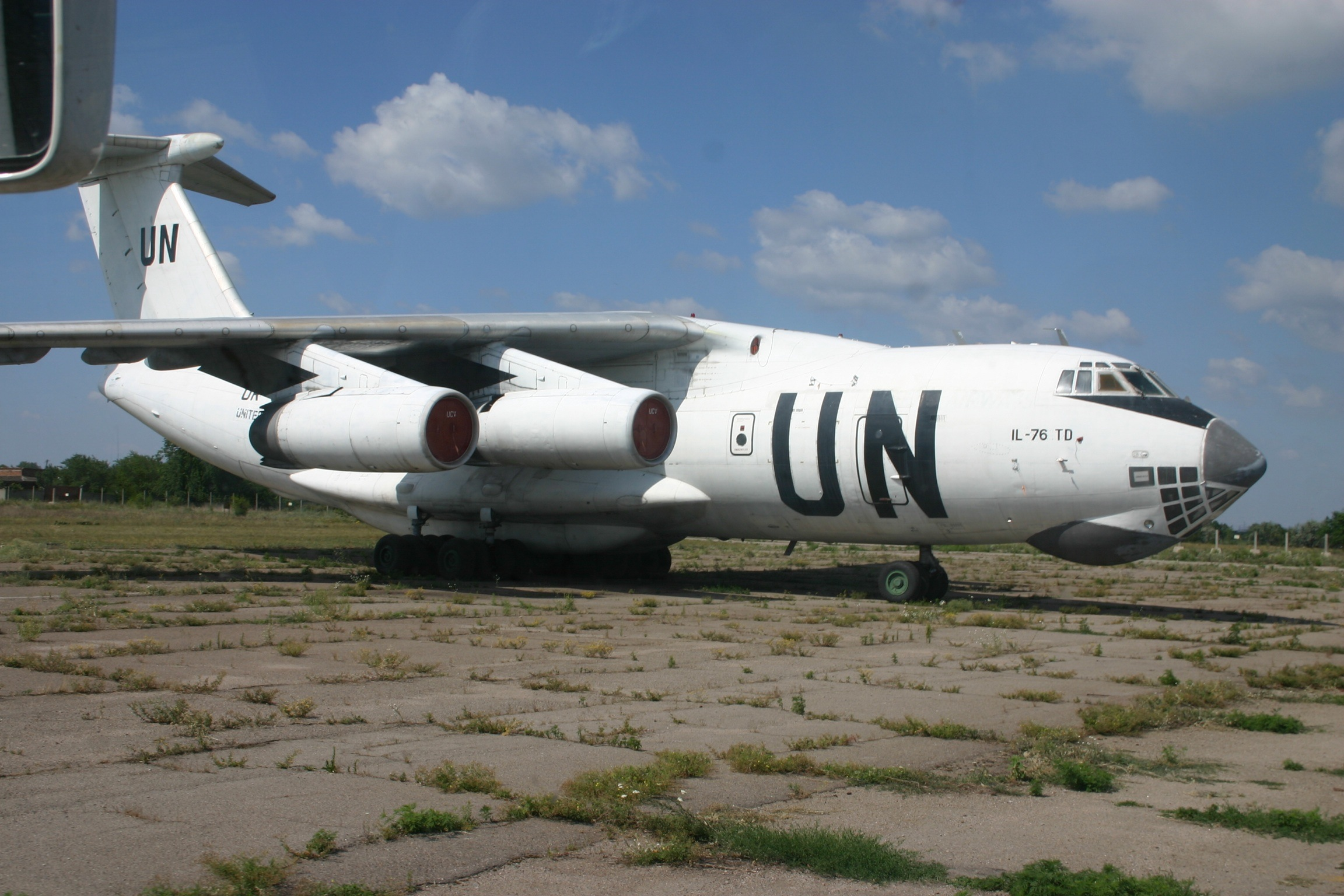
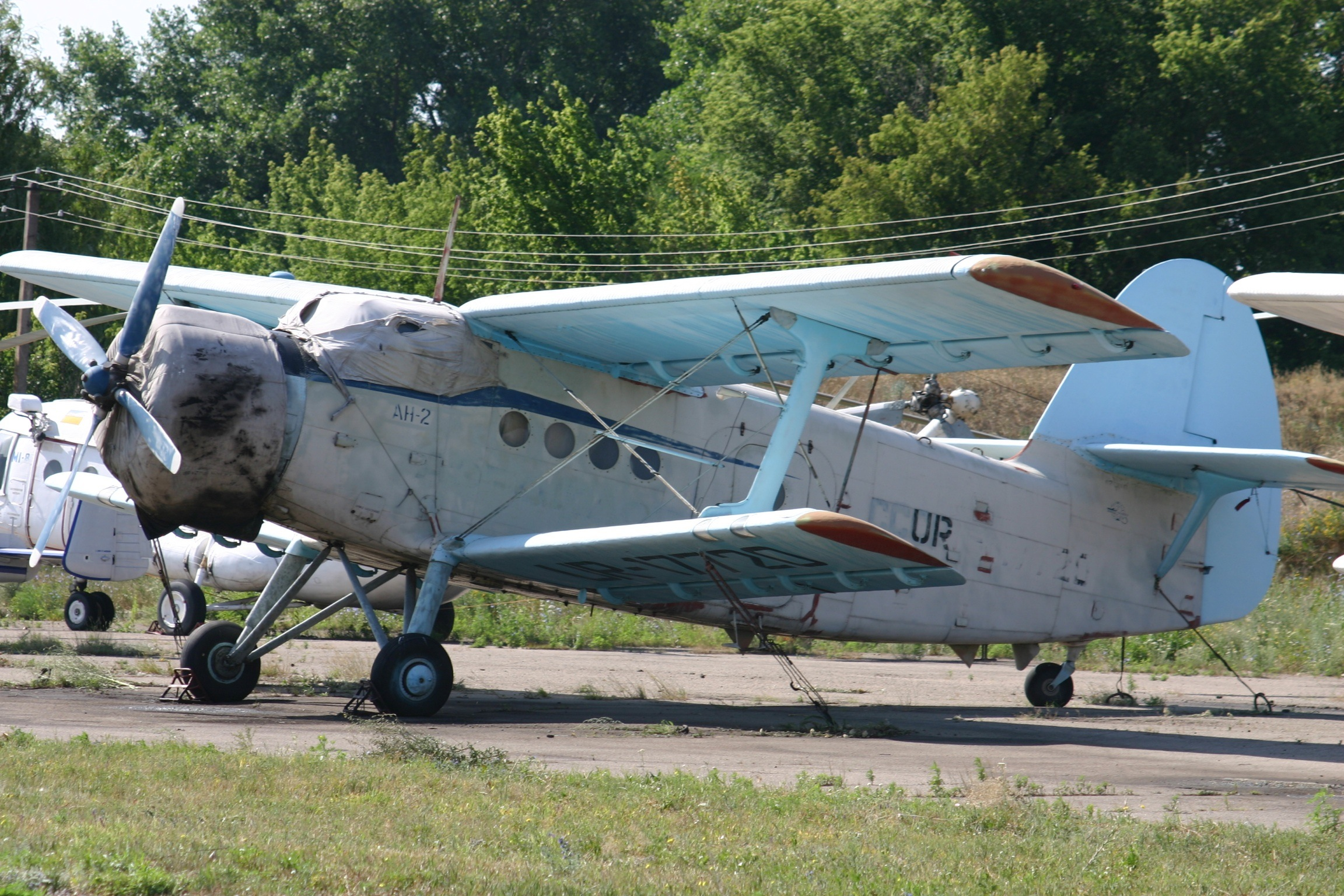
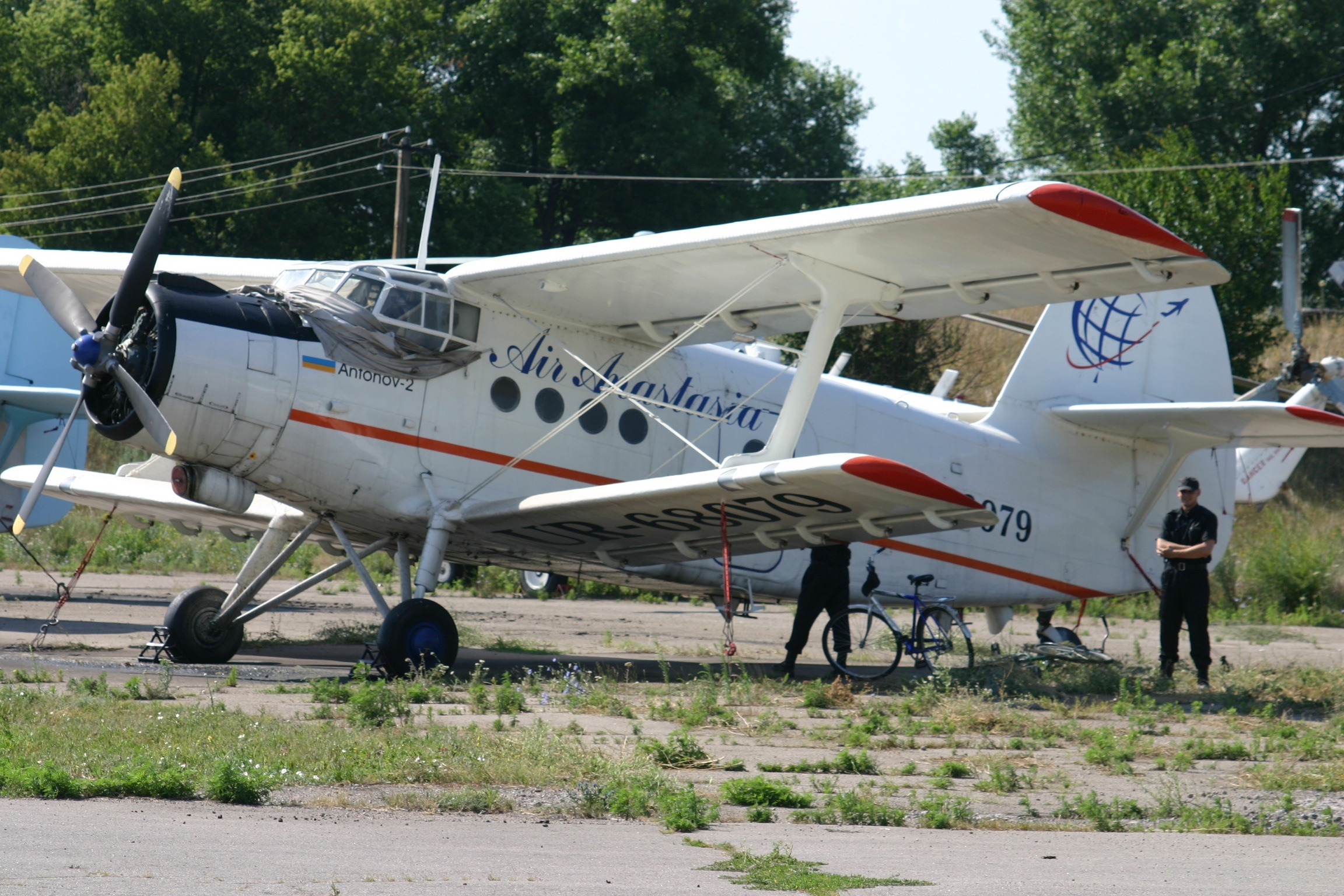
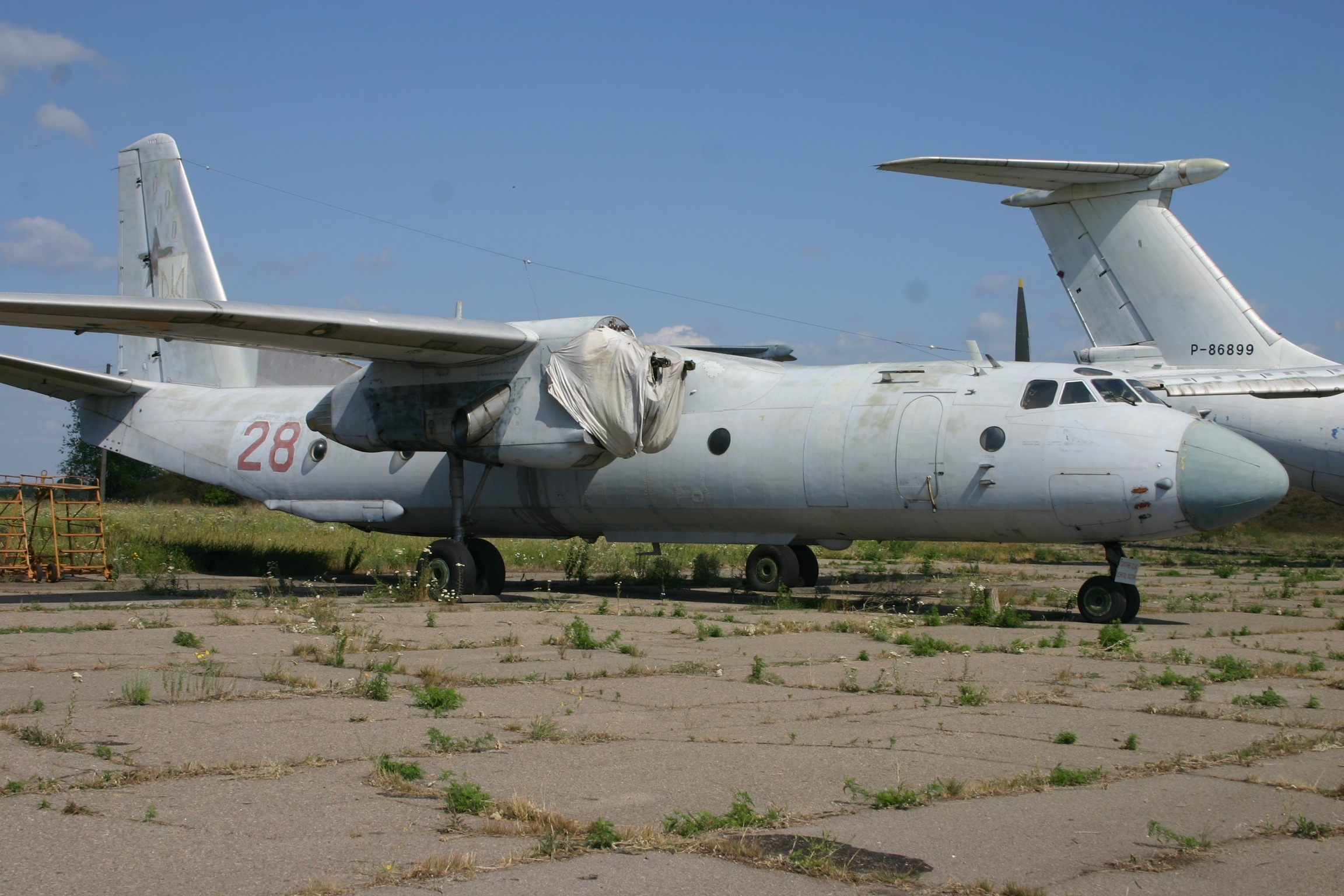
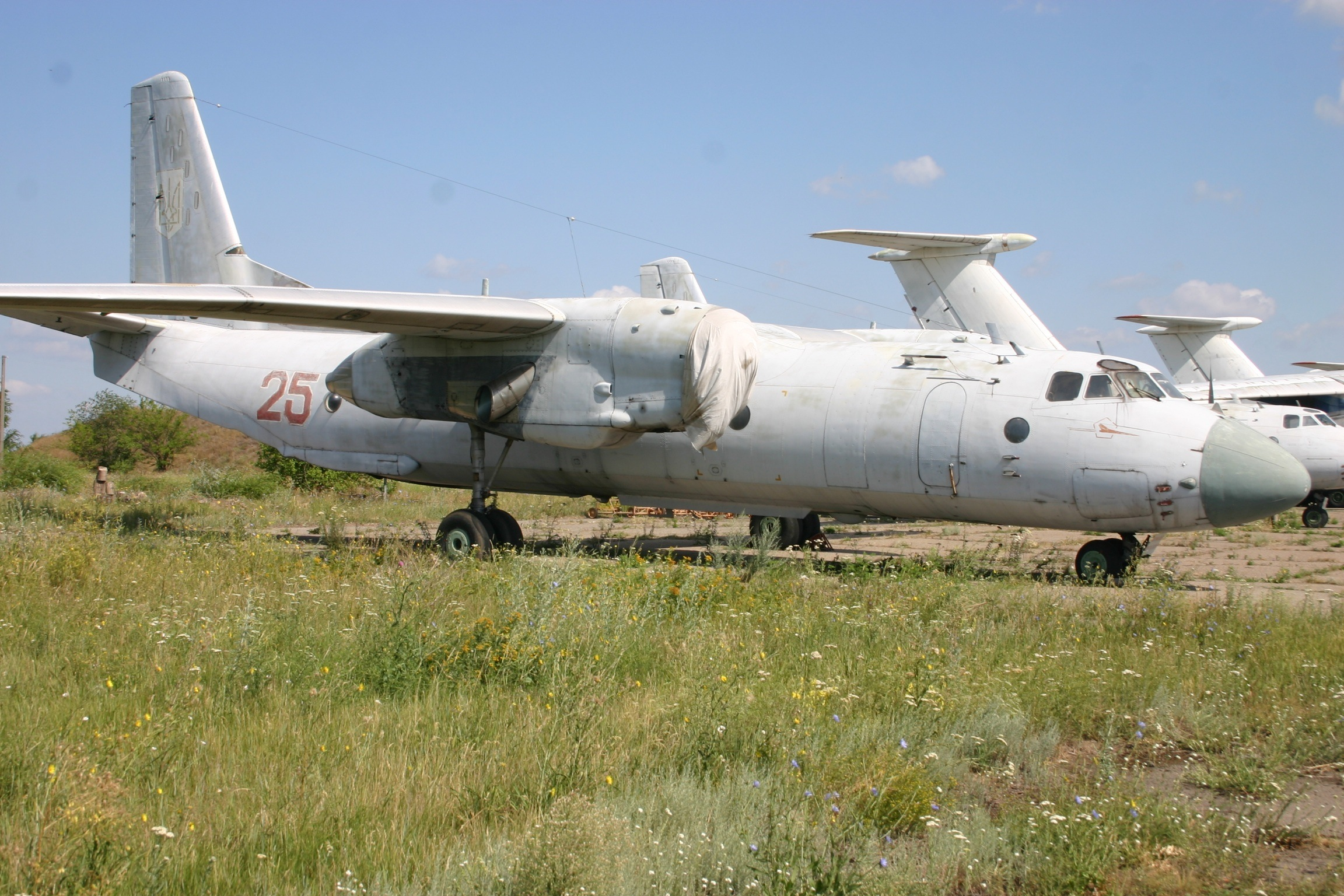
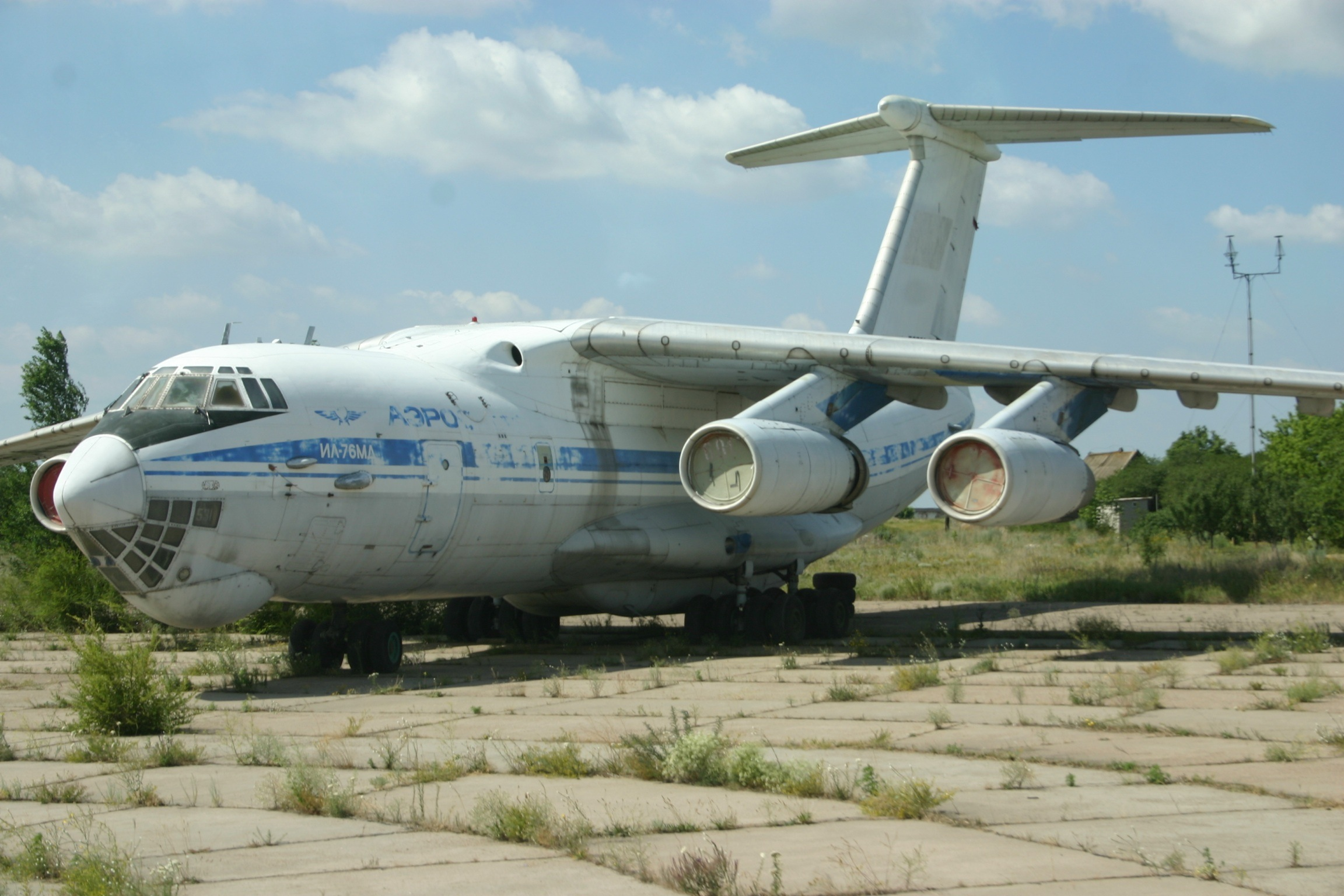
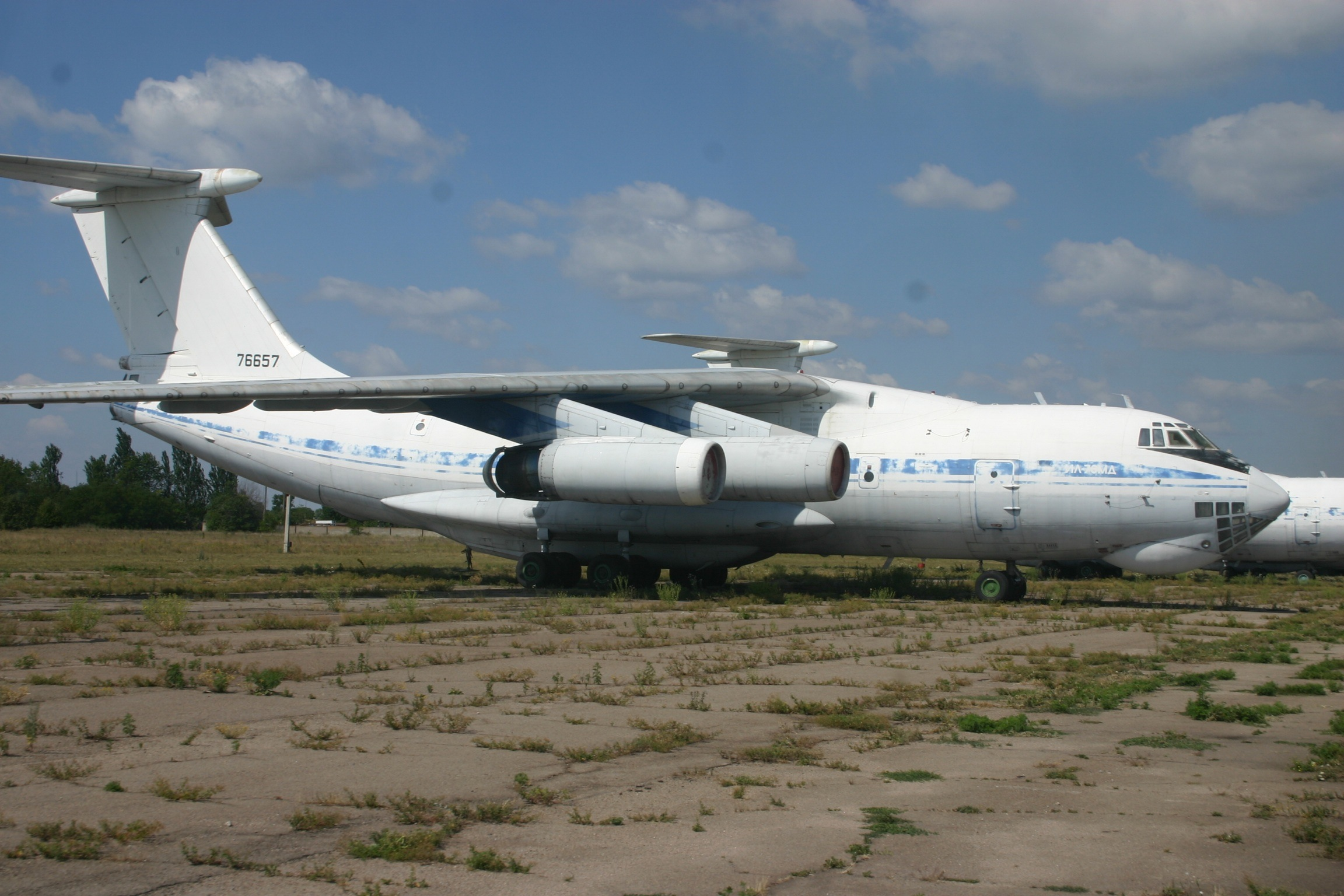
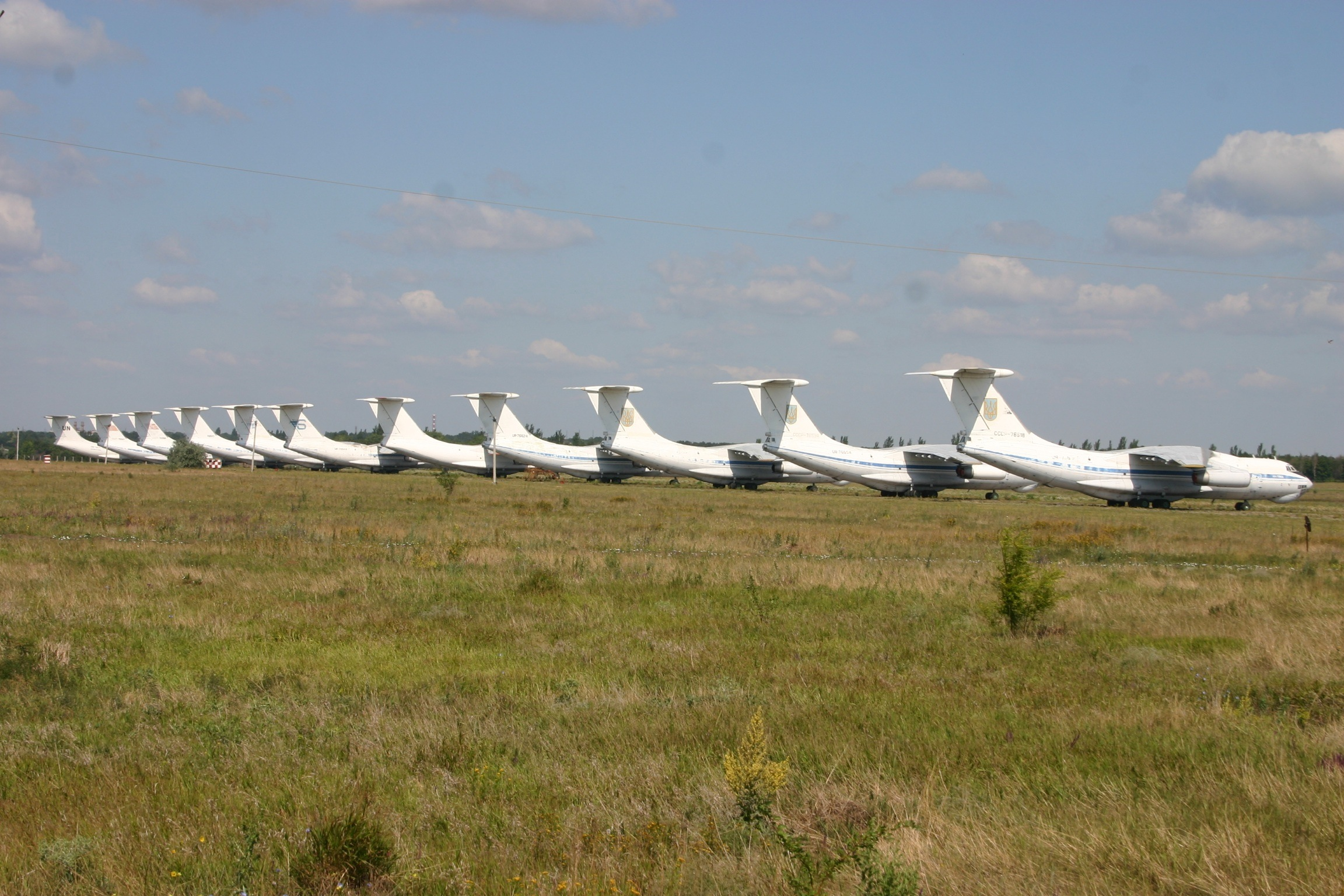
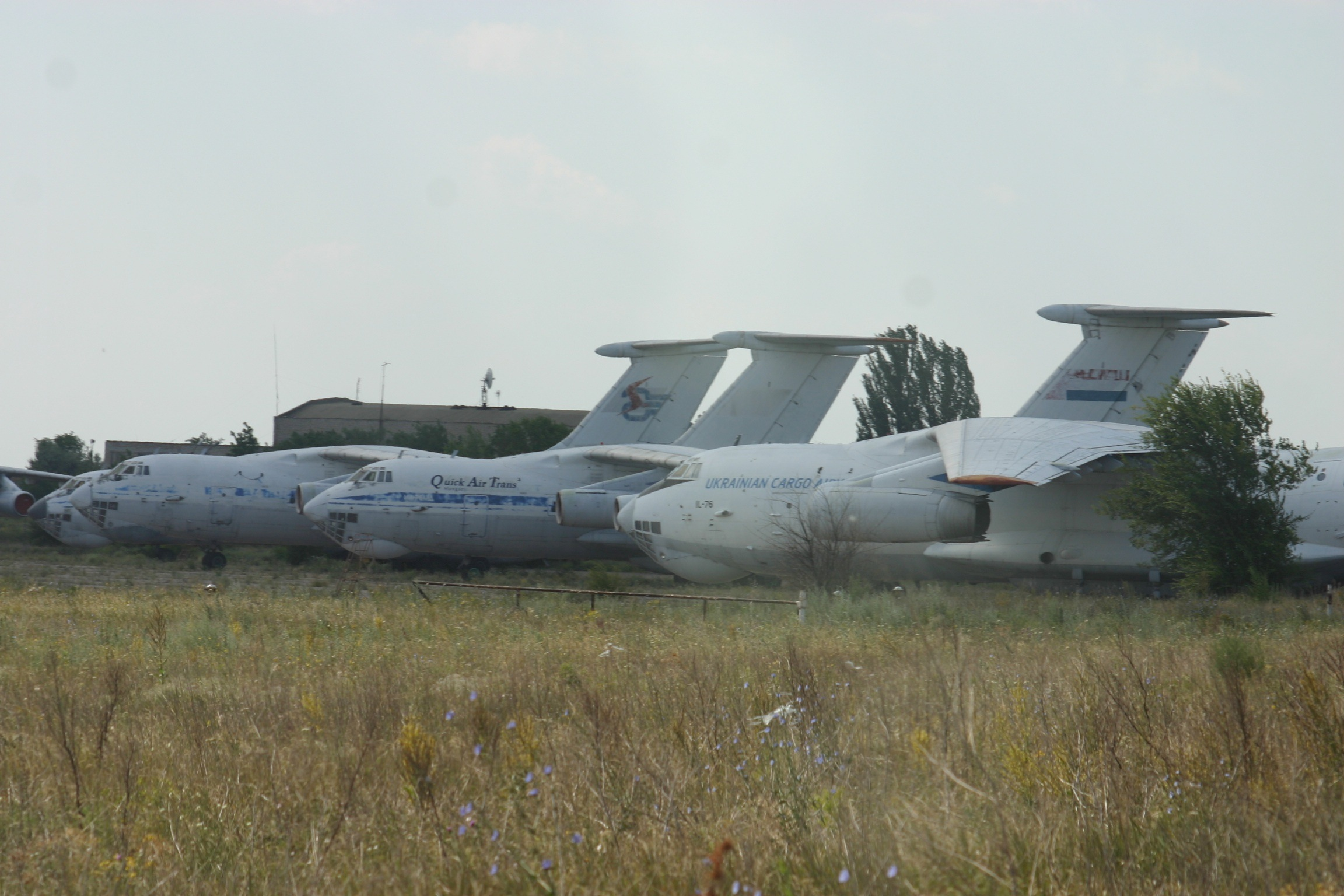
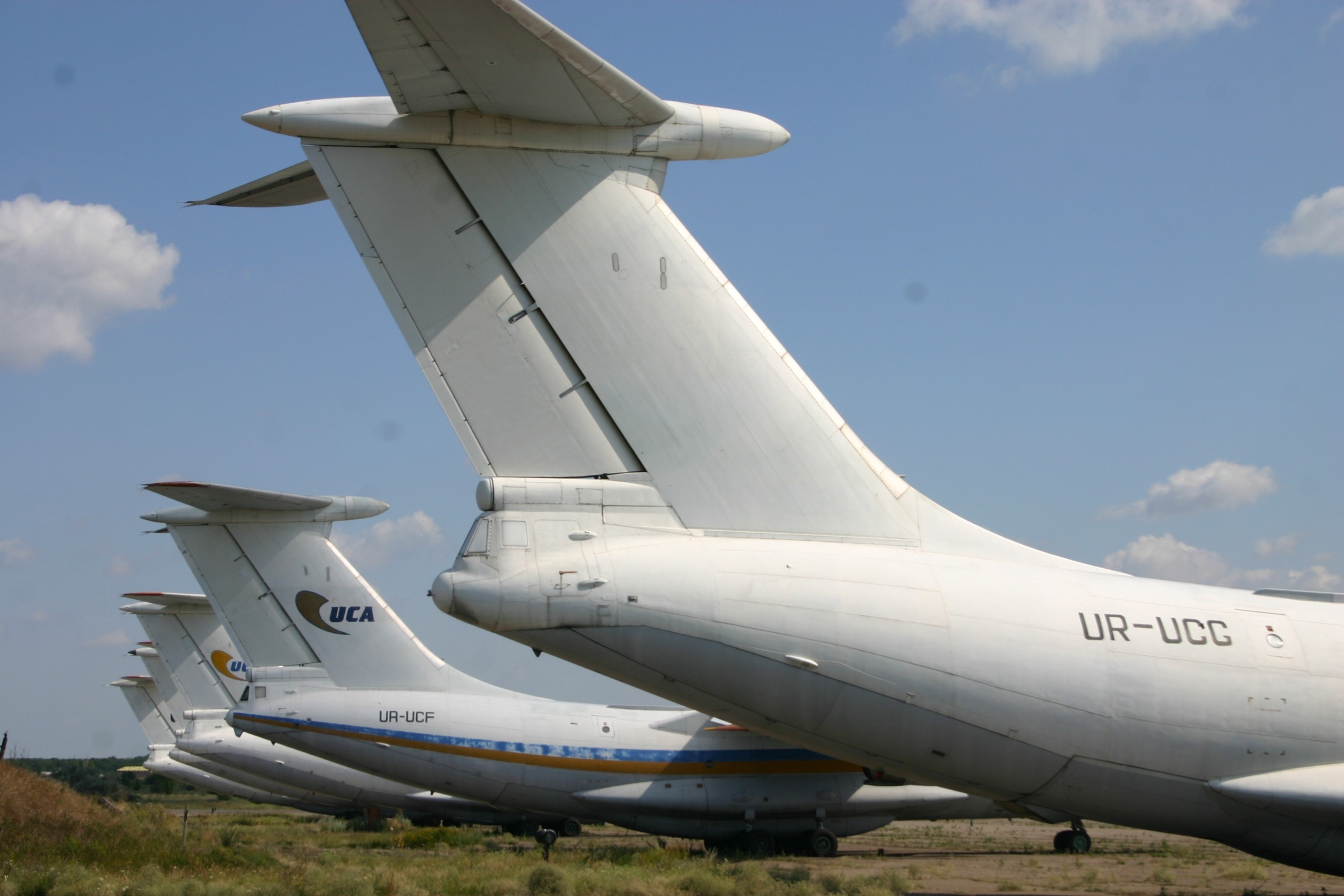
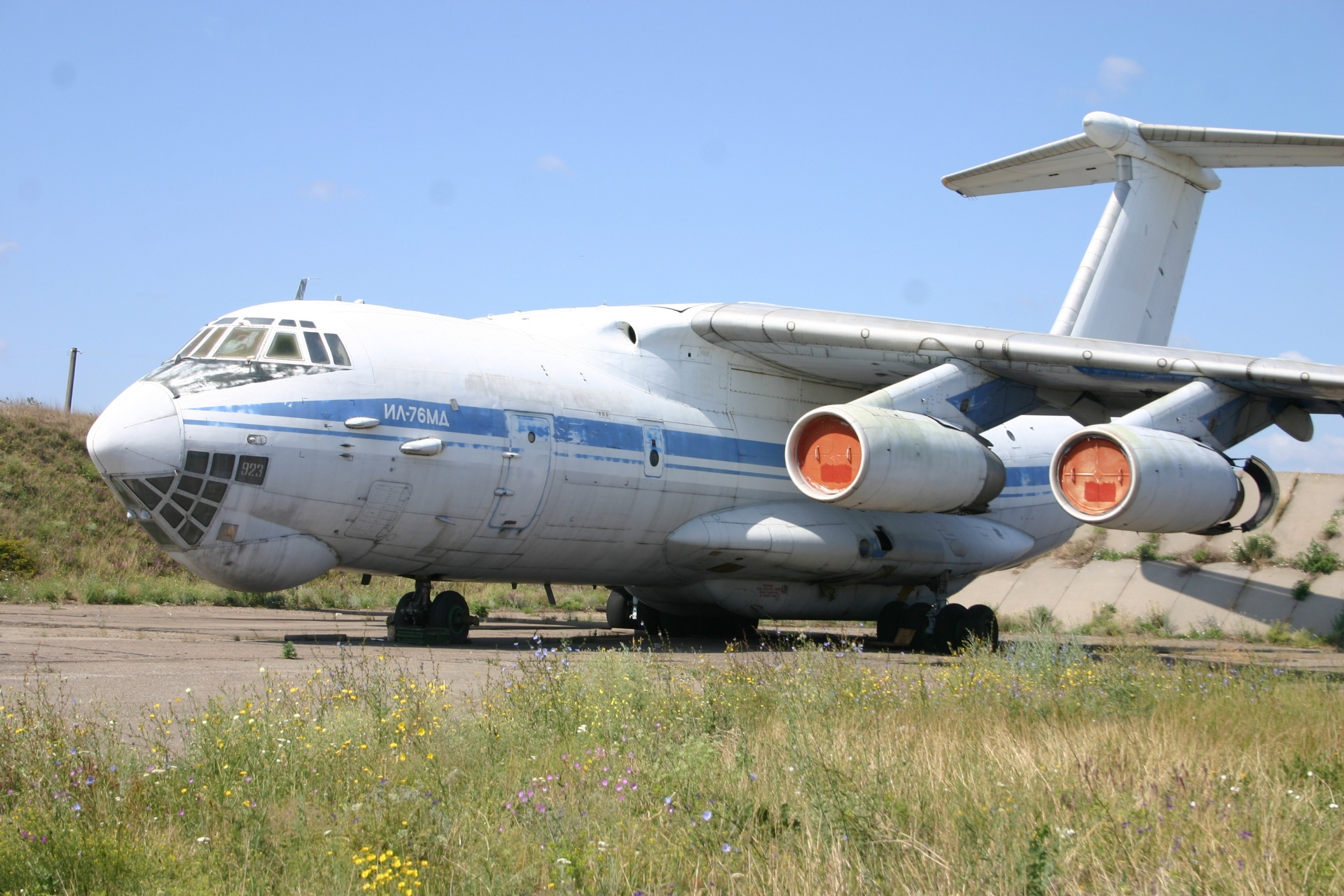
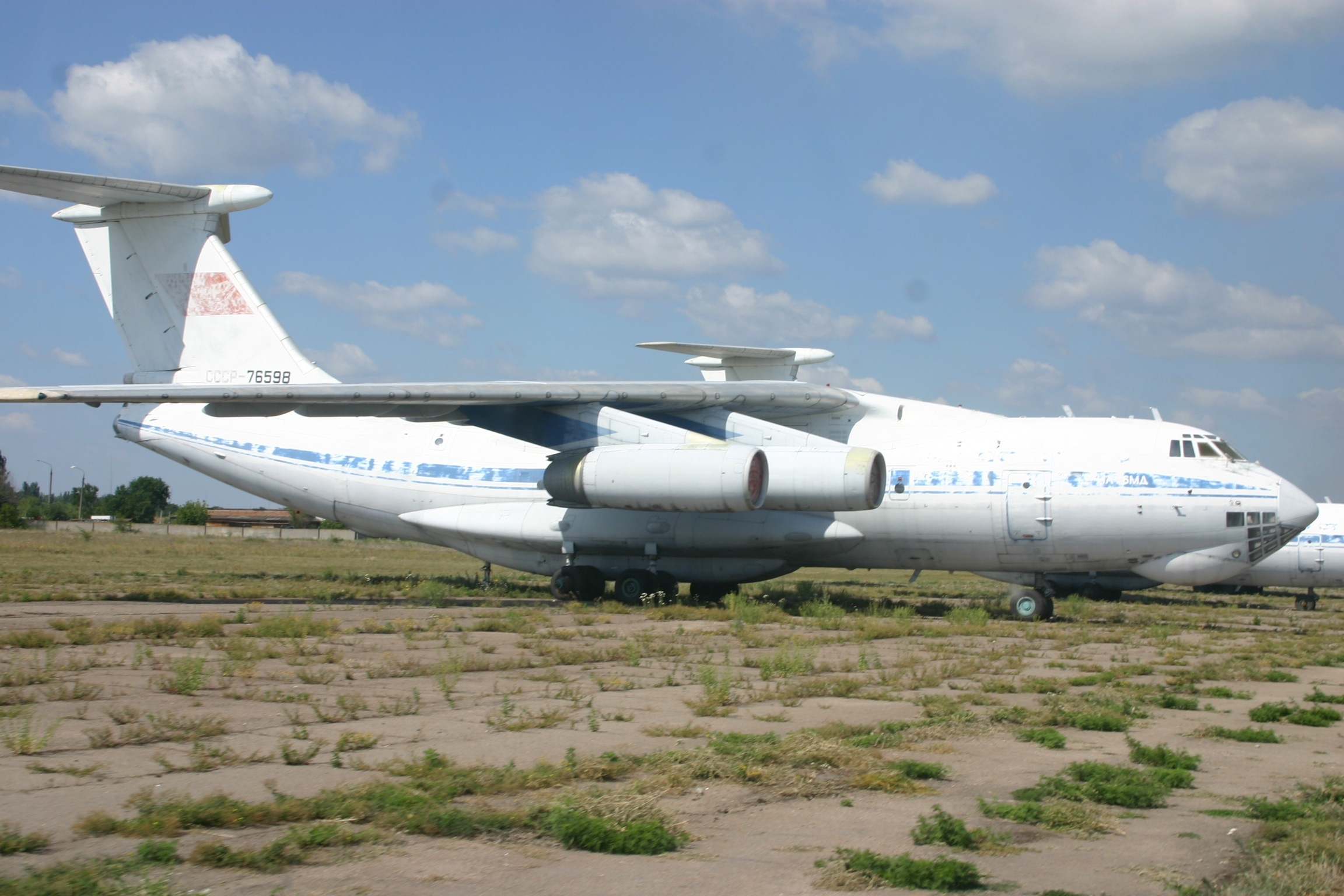
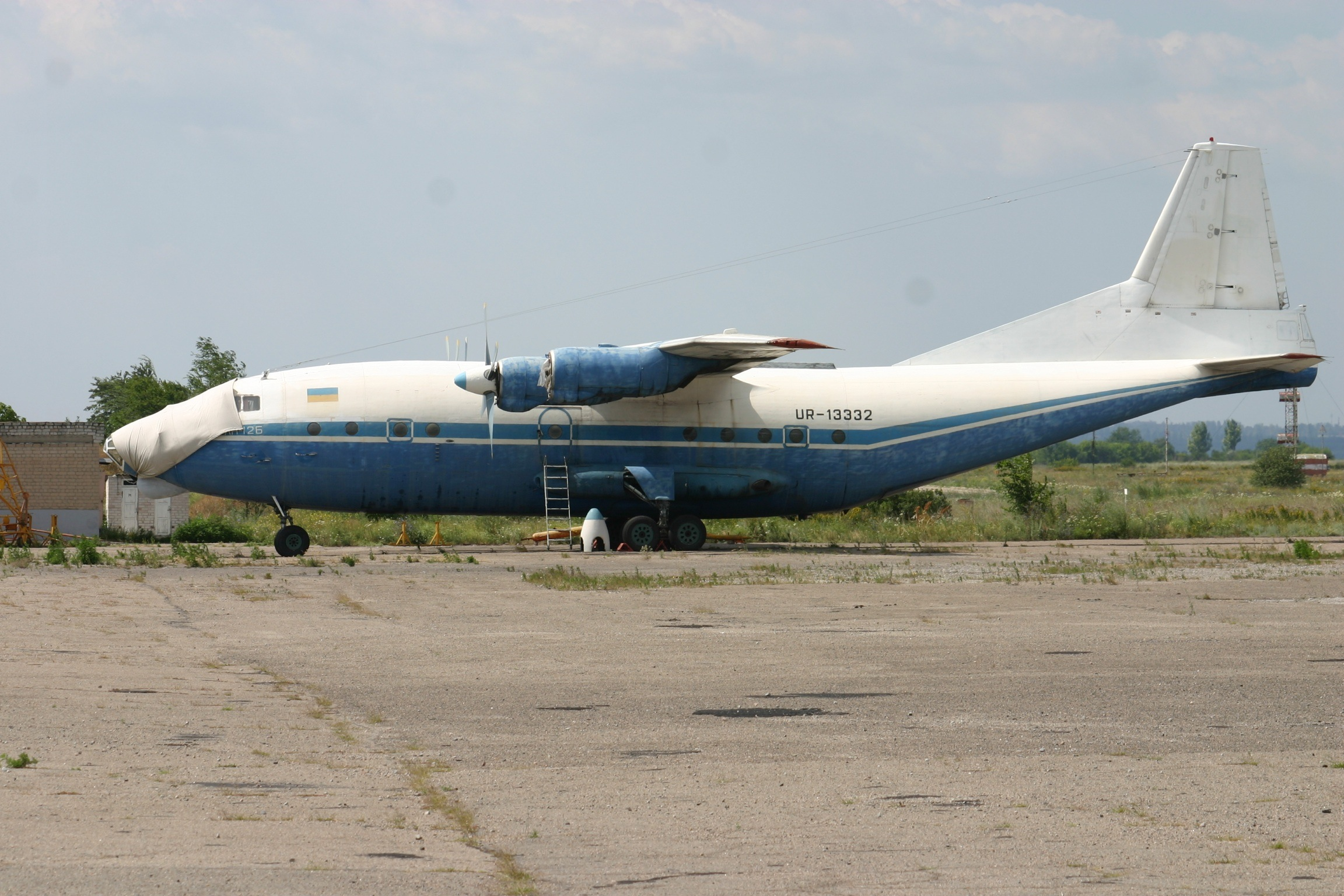
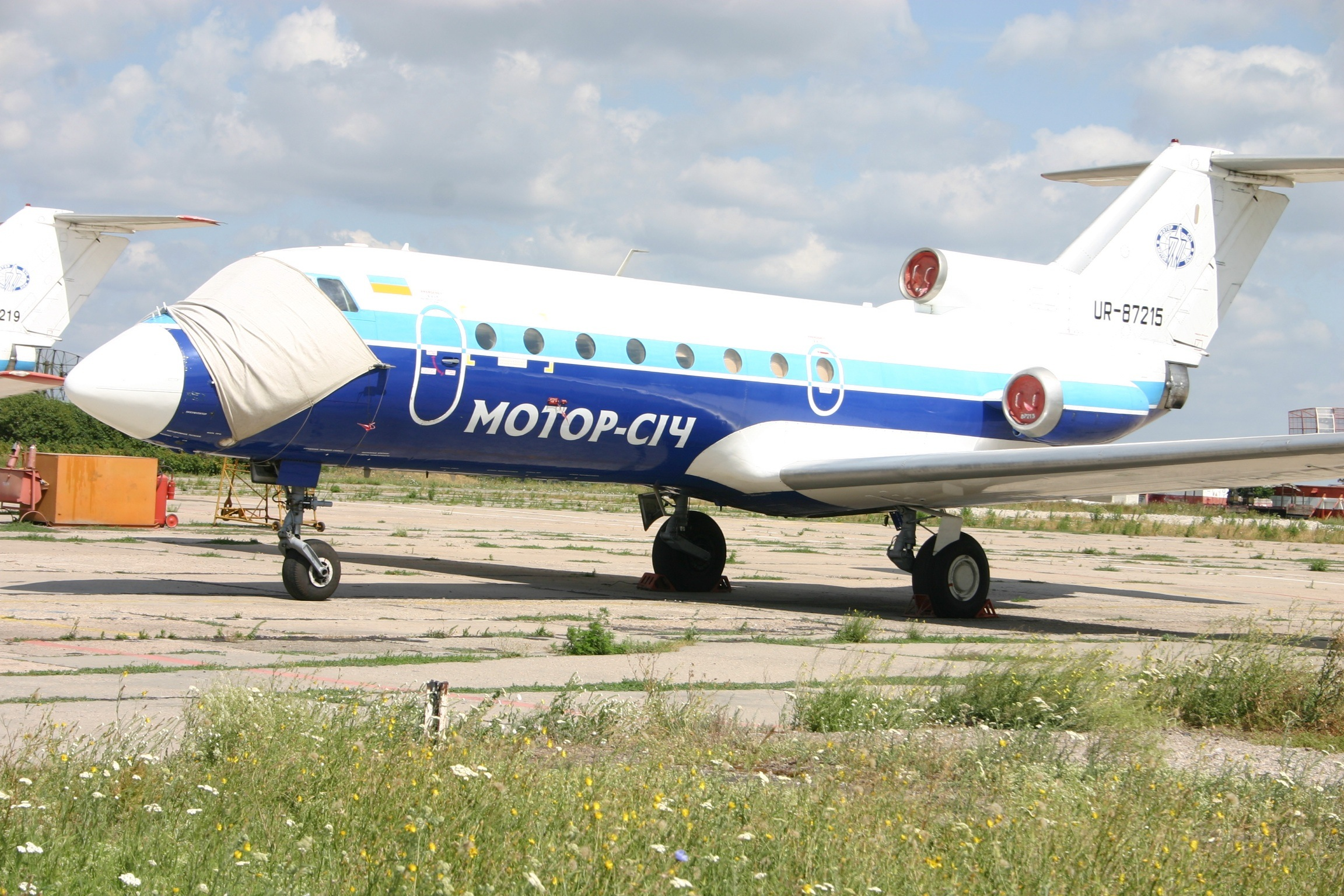
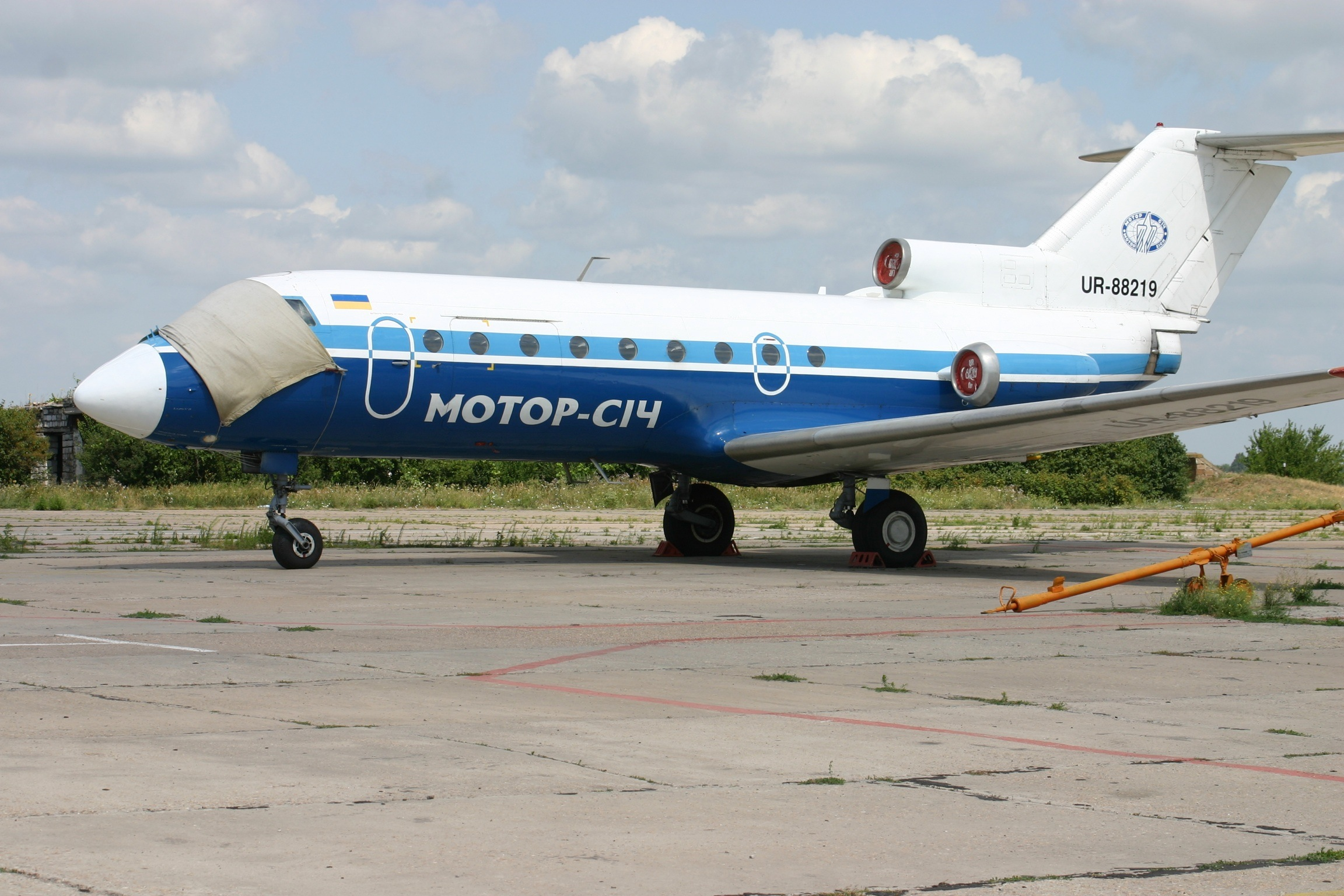
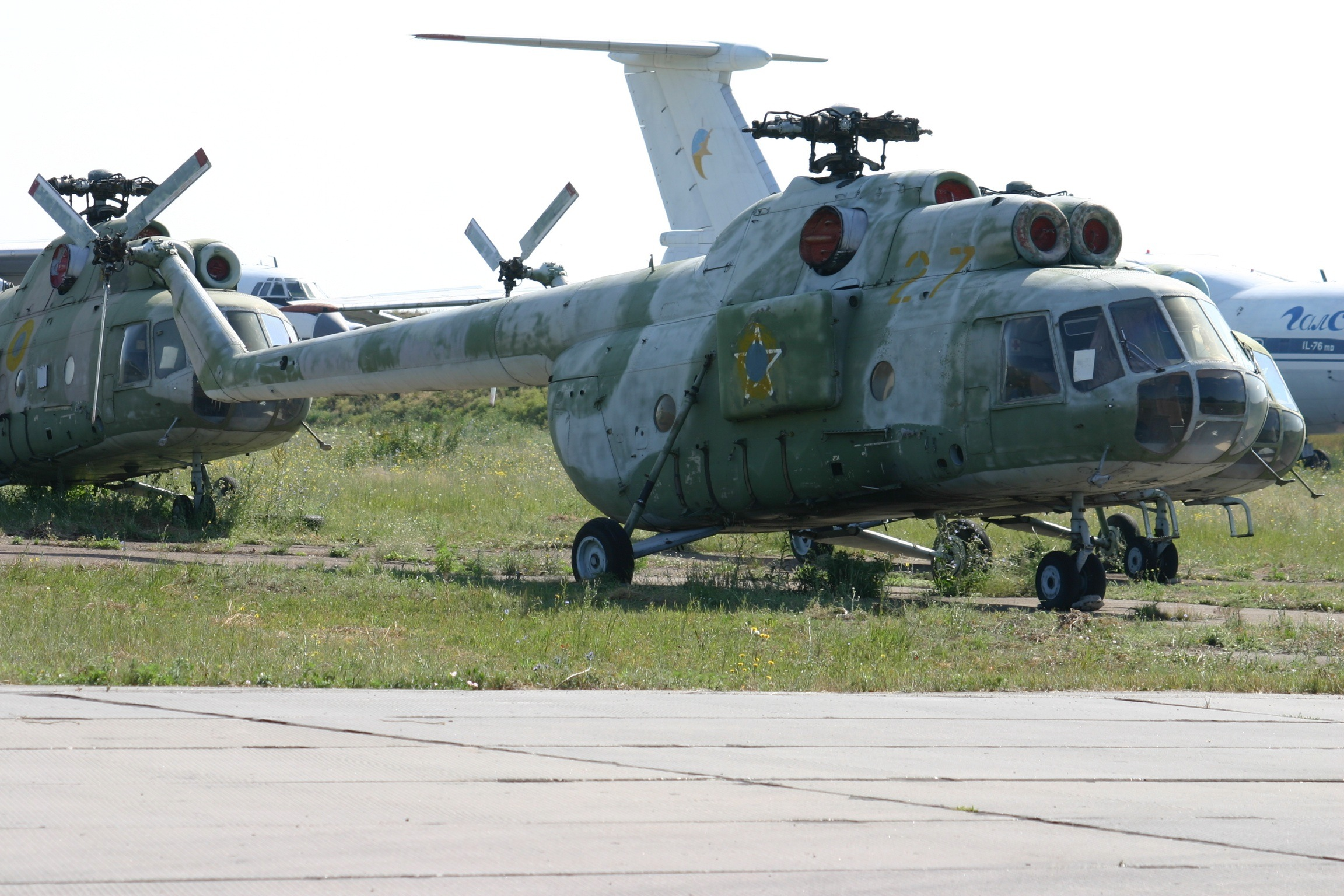
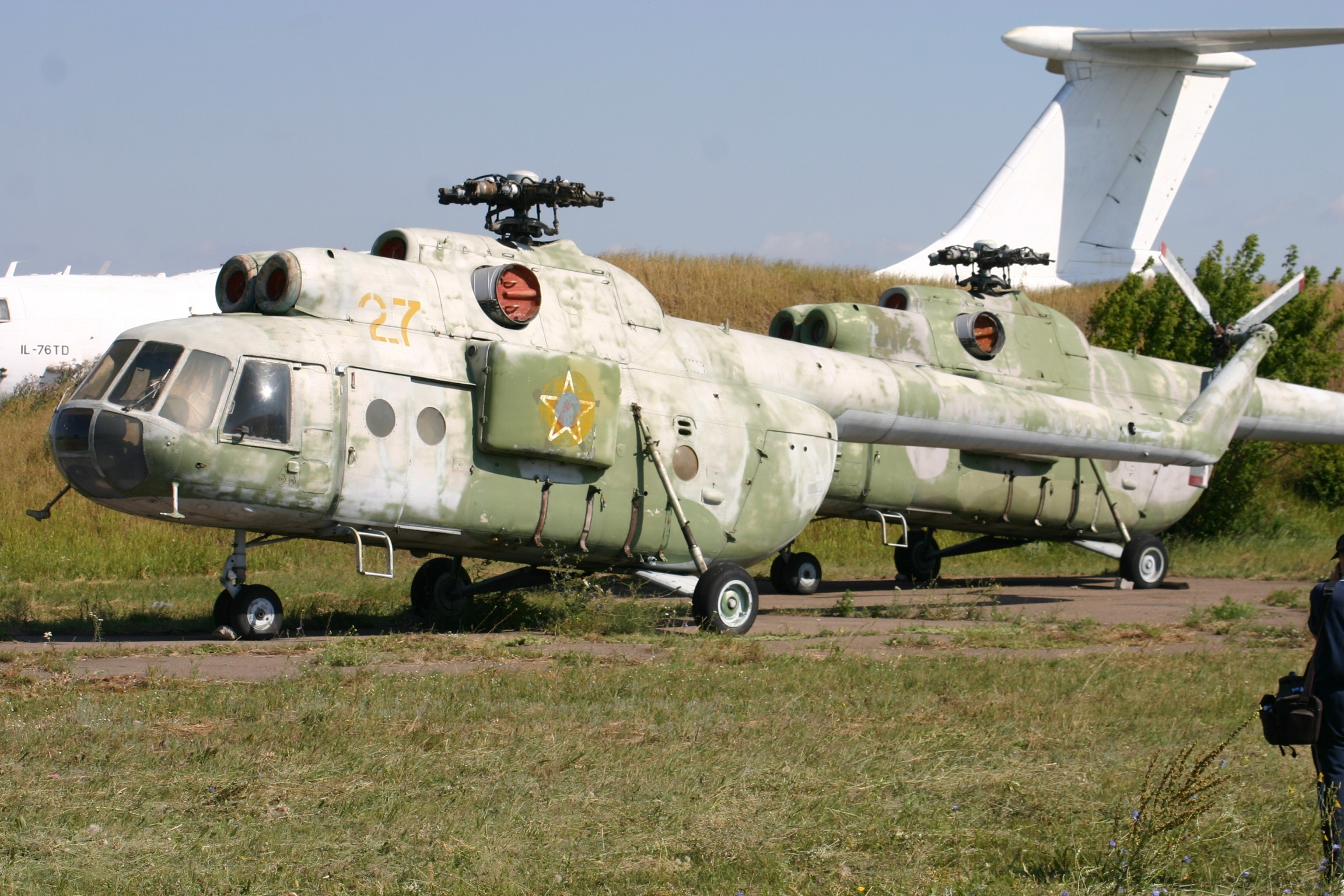